# Geschichte Chiles

Flagge Chiles

Die Geschichte Chiles umfasst die Entwicklungen auf dem Gebiet der heutigen Republik Chile von der Urgeschichte bis zur Gegenwart. Das Gebiet des heutigen Chile ist seit mindestens 12.000 v. Chr. besiedelt. Im 16. Jahrhundert begannen spanische Conquistadores, die Region zu unterwerfen und zu besiedeln, bis Chile im frühen 19. Jahrhundert die Unabhängigkeit von der Kolonialmacht erlangte. Die weitere Entwicklung Chiles bis zum Zweiten Weltkrieg war geprägt von der Förderung von Salpeter und später Kupfer. Zwar führte der Rohstoffreichtum zu einem wirtschaftlichen Aufschwung, aber auch zu Abhängigkeit und sogar Kriegen mit den Nachbarstaaten. Nach einem Jahrzehnt unter christdemokratischer Präsidentschaft wurde 1970 der Sozialist Salvador Allende zum Präsidenten gewählt. Der Putsch des Generals Augusto Pinochet am 11. September 1973 leitete eine 17-jährige Diktatur und radikale marktorientierte Wirtschaftsreformen ein. Seit 1988 befindet sich Chile in der Transition zu einer Demokratie.

## Vorkolumbische Geschichte

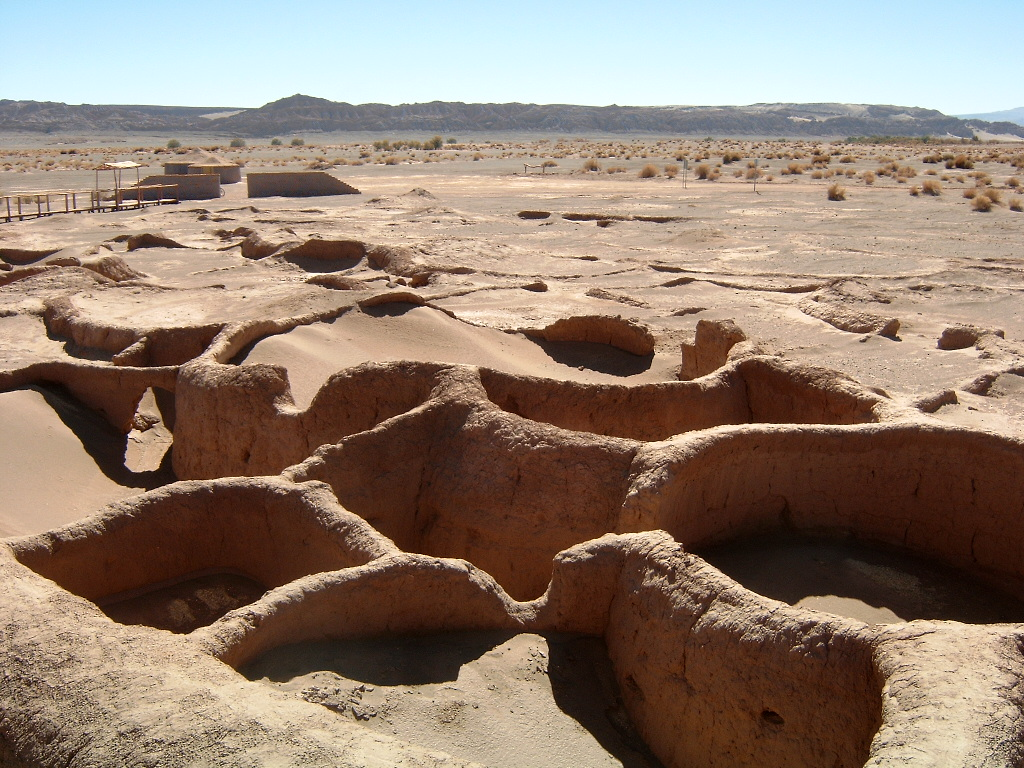
Tulor-Siedlung (800 v. Chr.–1100) der Atacameños

Die ersten Spuren von Menschen werden auf 12.000 v. Chr. datiert. Sie bewohnten die fruchtbaren Andentäler und die Oasen im Hochland der Atacamawüste. Die extreme Trockenheit der ausgedehnten Atacama-Wüste verhinderte eine dichtere Besiedlung. Etwa von 8000 bis 2000 v. Chr. existierte im Valle de Arica die Chinchorro-Kultur, die als erste weltweit ihre Toten mumifizierte. Die ältesten dieser Mumien konnten auf 7000 v. Chr. datiert werden. Etwa 2000 v. Chr. kamen im Großen Norden Landwirtschaft und Viehzucht auf. Um 600 n. Chr. wurde die heute zu Chile gehörige Rapa Nui (Osterinsel) von polynesischen Völkern besiedelt, die nach 400 Jahren ihre Blütezeit erlebten und die berühmten Moai errichteten.
Zahlreiche weitere Ethnien lebten vor der Ankunft der Spanier auf dem heutigen Gebiet von Chile: Changos, Atacameños und Aymaras bevölkerten den Norden Chiles im Gebiet zwischen den Flüssen Río Lauca und Río Copiapó. Weiter südlich bis zum Fluss Río Aconcagua lebten die Diaguitas. Diese vier Ethnien waren Fischer, Bauern, Jäger und Handwerker, die untereinander Handel trieben. Sie lebten in Stammes- und Familienverbänden. In südöstlicher Richtung des Reloncaví-Fjords wurde die Kordillere von den Chiquillanes und Poyas bewohnt, welche Jäger und Sammler waren. Im äußersten Süden des Landes bis zur Magellanstraße lebten die Chonos und die Alakaluf, auf Feuerland die Alakaluf, Yámana, Selk’nam und Haush.
Als Túpac Yupanqui 1471 als 10. Inka die Herrschaft übernahm, drangen seine Armeen weit in Chile ein. In seiner Regierungszeit bis 1493 eroberten die Inka die Gebiete bis zum Río Maule südlich von Curicó. Hier trafen sie auf massiven Widerstand der Mapuche, sodass ein Vordringen weiter in den Süden unmöglich war. Die nördlichen Ureinwohner wurden fast alle von den Inka beherrscht, so wurde etwa der Stamm der Picunche bereits früh von den Inka zu Frondiensten herangezogen. Die Inka bauten in der Nähe von San Pedro de Atacama die Festung Pukará de Quitor, die auf einer früheren Befestigungsanlage der Atacameños aufbaute. Hier kam es 1540 zu Kämpfen mit den eindringenden Spaniern.

## Spanische Besiedlung

### Conquista
Der erste Europäer, der chilenischen Boden betrat, war Ferdinand Magellan im Jahr 1520 in der Gegend des heutigen Punta Arenas, nach ihm wurde die Magellanstraße benannt. Diese Region hieß bei der indigenen Bevölkerung Tchili, eine Bezeichnung für Schnee. Dadurch entstand der Name Chile. Andere führen den Namen auf die Quechua-Bezeichnung chili (wo die Welt zu Ende ist) für die Region des heutigen Chiles zurück.

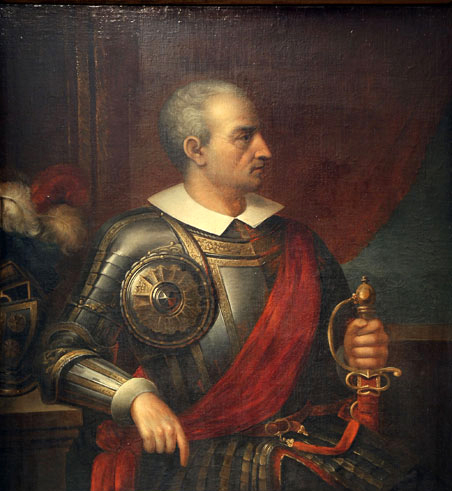
Diego de Almagro. (Porträt aus dem 19. Jahrhundert)

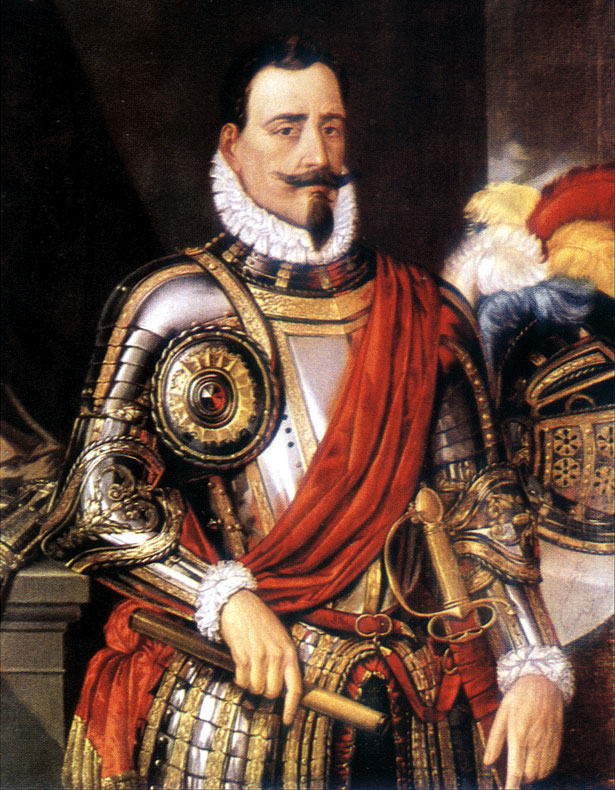
Pedro de Valdivia. (Porträt aus dem 19. Jahrhundert)

1533 eroberten spanische Truppen unter Francisco Pizarro im Handstreich das Inka-Reich, kamen jedoch nicht in das durch Atacamawüste und Anden isolierte heutige Chile. Die ersten Europäer, die das Nueva Toledo genannte Gebiet auf dem Landweg erreichten, waren Diego de Almagro und seine Gefolgschaft, die 1535 von Cusco in Peru kommend nach Gold suchten. Am 4. Juni 1536 erreichte Diego de Almagro das Copiapó-Tal. Er sandte seinen Gefolgsmann Gómez de Alvarado Richtung Süden. Bis zum Río Maule trafen sie kaum auf Widerstand. Am Río Itata wurden sie in schwere Kämpfe mit den Mapuche verwickelt und mussten sich zurückziehen. Weil sie nur relativ wenig Gold fanden, kehrte Almagro zurück nach Peru. Zwischen Pizarro und Almagro kam es zum Streit, der in einem Bürgerkrieg eskalierte und mit den Ermordungen Almagros (1538) und Pizarros (1541) seine ersten Höhepunkte fand.
Im Jahre 1540 machte sich Pedro de Valdivia, ein Offizier unter Pizarro, auf den Weg von Peru nach Chile, begleitet von etwa 150 spanischen Soldaten und Abenteurern. Dort errichtete er trotz heftiger Widerstände der Mapuche die ersten europäischen Siedlungen. Im Zuge dieser Landnahme wurden zunächst Santiago (am 12. Februar 1541 unter dem Namen Santiago del Nuevo Extremo) und später La Serena und Valparaíso als kleine befestigte Siedlungen gegründet. Die Mapuche wehrten sich schnell: Schon im September 1541 griffen sie Santiago in großer Überzahl an und brannten die Stadt nieder. Kurz vor einer Niederlage konnte Ines de Suárez, die Lebensgefährtin von Pedro de Valdivia, mit einem Einfall das Blatt noch wenden. Sie schlug vor, den sieben gefangenen Kaziken den Kopf abzuschlagen. Sie selbst köpfte den ersten persönlich mit dem Schwert. Als die Mapuche die Köpfe in den Händen der spanischen Angreifer sahen, gerieten sie in Panik und flohen.

### Arauco-Krieg

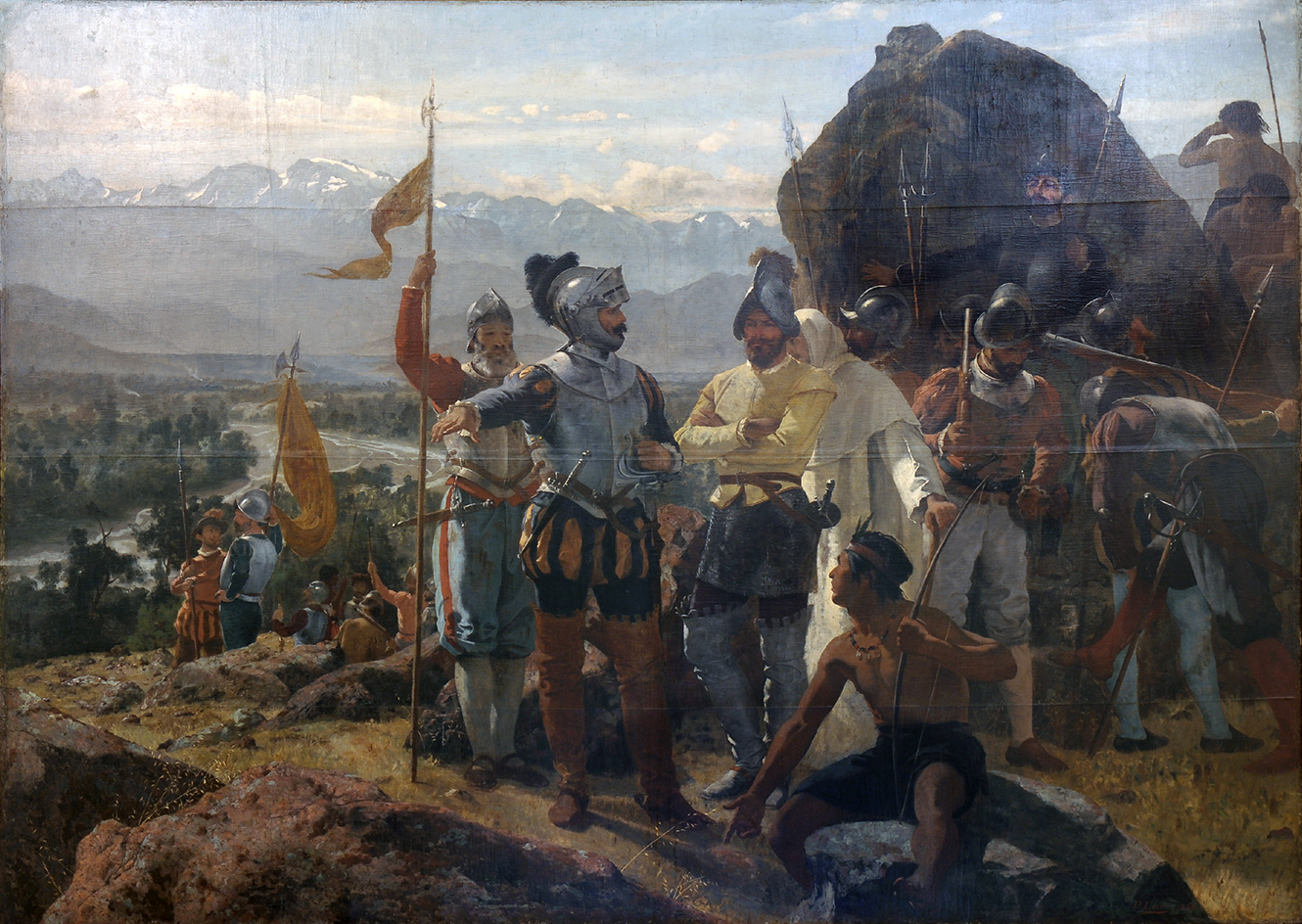
Die Gründung von Santiago.
(Historienbild 19. Jahrhundert)

Die Spanier erweiterten ihr Herrschaftsgebiet nach Süden, gründeten 1550 Concepción und 1552 Valdivia. Die Mapuche unter ihrem Führer Lautaro leisteten heftigen Widerstand. Im Herbst 1553 schlugen sie die spanischen Truppen bei Fort Tucapel und töteten Pedro de Valdivia. Die Indianer zerstörten die meisten der von den Spaniern gegründeten Städte.
Der neue Gouverneur von Chile García Hurtado de Mendoza verfolgte die Mapuche noch gnadenloser. Auf seinen Befehl startete Francisco de Villagra einen Feldzug gegen die Mapuche. Am 26. Februar 1554 scheiterte er kläglich in der Schlacht von Marigueñu. Die Mapuche konnten danach eine Reihe spanischer Siedlungen wieder zerstören. Nach dem Fall von Concepción 1555 marschierten sie auf Santiago de Chile zu. Die Mapuche zogen sich allerdings überraschend nach der Zerstörung der Festung Peteroa zurück, da sie einen stärkeren spanischen Angriff erwarteten. Pedro de Villagra y Martínez, dem Kommandanten der Festung Imperial, gelang es in einem nächtlichen Überraschungsangriff Lautaro am 1. April 1557 zu töten.
Alonso de Ercilla y Zúñiga, ein spanischer Schriftsteller, sollte die Feldzüge seines Vorgesetzten García Hurtado de Mendoza in Chile in den Jahren von 1557 bis 1559 beschreiben. Sein Roman La Araucana beschrieb allerdings das Gegenteil dessen, was sich der Gouverneur wünschte. Er prangerte die Gräueltaten der Konquistadoren und deren Gier nach Gold und Macht an und stellte insbesondere den Heldenmut der einheimischen Araukaner heraus. Grundlage seines Romans war der Mapuche-Kriegshäuptling Caupolicán, der 1558 auf dem Feldzug grausam von den Spaniern umgebracht wurde.
Am 16. Dezember 1575 wurde Valdivia von einem sehr schweren Erdbeben zerstört, dessen Stärke in der Nähe des stärksten bekannten Bebens vom 22. Mai 1960 geschätzt wird. Das Beben führte zu starken Erdrutschen und verschüttete den Abfluss des Riñihue-Sees. Dieser überflutete die Stadt vier Monate später, nachdem der Damm brach, der sich durch die Erdrutsche gebildet hatte. Der Verwalter der Stadt und Chronist Chiles Pedro Mariño de Lobera kümmerte sich um den Wiederaufbau und die Hilfe für die Opfer.
1597 wurde Pelantaro zum neuen Kriegshäuptling (Toqui) der Mapuche gewählt. Mit ihm begannen massive Angriffe auf die Städte Valdivia und Osorno sowie viele andere Städte um und in Araukanien. 1599 fiel Valdivia in die Hände der Mapuche, worauf die Spanier die Stadt für einige Jahrzehnte aufgaben. Gouverneur Alfonso de Ribera musste die spanischen Truppen hinter den Río Bío Bío zurückziehen. 1641 schlossen die Spanier den Friedensvertrag von Quillín mit den Mapuche, der den Río Bío Bío als Grenze vorsah. Der Friedensvertrag hielt allerdings nur wenige Jahre. Die Spanier versuchten immer wieder in die südlichen Gebiete einzudringen, mit nur mäßigem Erfolg. 1770 wurde die spanische Armee von Pehuenchen und verschiedenen Mapuchegruppen vernichtend geschlagen. Erst über 100 Jahre später (1881) gelang es chilenischen und argentinischen Truppen, die Mapuche- und Pehuenchengebiete endgültig zu kontrollieren.

### Wirtschaftliche und gesellschaftliche Entwicklung
Da in Chile die Gold- und Silbervorkommen sehr früh ausgebeutet waren, blieb das Land weitgehend unbeachtet und entwickelte sich vergleichsweise langsam. Die Landwirtschaft bildete den wichtigsten Wirtschaftszweig. Die fruchtbaren Täler von Zentral-Chile versorgten die Bevölkerung im nördlichen Peru mit Nahrungsmitteln. Auch hier setzte sich das Encomienda oder später Hacienda genannte System durch, bei dem die Indígenas durch ein System aus Patronage und Repression de facto als Sklaven gehalten wurden. Immer wieder wurde die Sklavenhaltung offiziell (von europäischen Herrschern) verboten und wieder eingeführt, ohne an der faktischen Unterdrückung etwas zu ändern. Per Erlass war es den Spaniern verboten, mit Indianern zusammenzuleben. Diese Segregation führte zur Trennung von Siedlungen der Indianer und der Siedler. Spanier, die sich nicht daran hielten, konnten ausgewiesen und ihr Besitz beschlagnahmt werden. Diese Rassentrennung betraf auch Mestizen und afrikanische Sklaven, die ebenfalls nicht in Indianersiedlungen leben durften.
1578 plünderte Francis Drake im Auftrag der englischen Krone den Hafen von Valparaíso und versuchte vergeblich, La Serena zu überfallen. In den folgenden Jahrzehnten kam es immer wieder zu Angriffen englischer Piraten. Neben den indianischen Angriffen behinderten schwere Erdbeben, Tsunamis und Vulkanausbrüche die Entwicklung des Landes. Viele Städte wurden komplett zerstört, wie zum Beispiel Valdivia 1575 sowie Concepción 1570 und 1751. Am 13. Mai 1647 zerstörte ein schweres Erdbeben Santiago de Chile, wobei 12.000 Menschen starben, 1730 und 1783 folgten weitere verheerende Beben. Neben den englischen Freibeutern behinderten zwischen 1598 und 1723 auch holländische Händler und Piraten die spanische Kolonialherrschaft.
Der schottische Seefahrer Alexander Selkirk überlebte 1704 nach einem Schiffbruch vier Jahre lang alleine auf einer Insel des Juan-Fernández-Archipels. Seine Geschichte gilt als Vorbild für Daniel Defoes Roman Robinson Crusoe von 1719.

### Koloniale Verwaltungsgliederung
Während der spanischen Kolonialzeit war Chile Bestandteil des 1542 gegründeten spanischen Vizekönigreiches Peru. 1609 wurde die Real Audiencia de Chile eingeführt, welche eine weitgehend autonome Rechtsprechung innerhalb des Landes ermöglichte, z. B. wenn es um Wasserrechte ging. 1778 änderten die Spanier den Status der chilenischen Provinzen: Chile wurde zum eigenständigen Generalkapitanat innerhalb des spanischen Königreiches. Bereits ab 1749 hatte man begonnen, eigene Gold- und Silbermünzen zu prägen.

## Die Unabhängigkeit

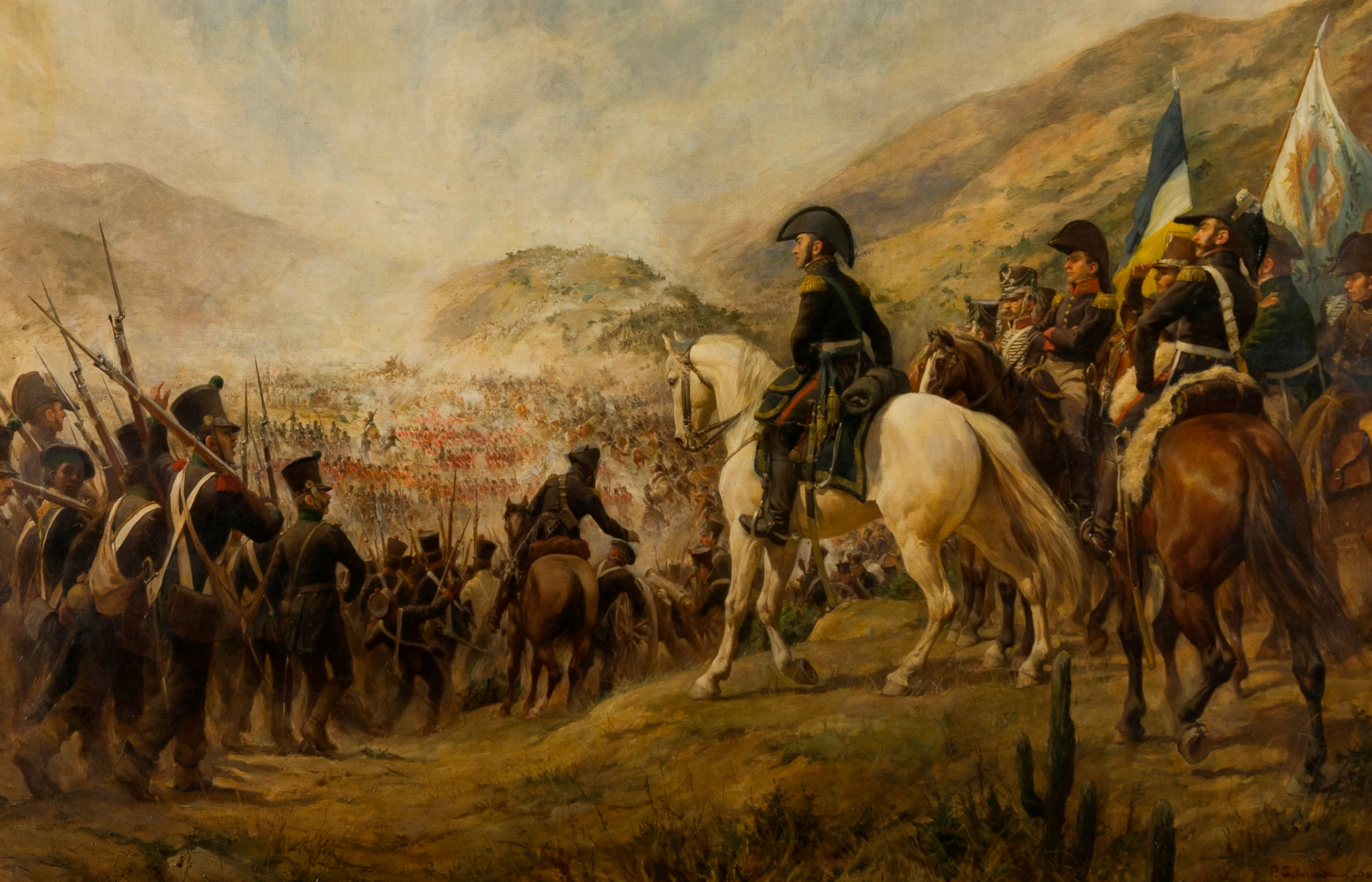
Schlacht von Chacabuco 1817

Die Kolonialmacht Spanien unterlag in Europa 1808 dem Ansturm von Napoléon Bonaparte, der seinen Bruder Joseph auf den spanischen Thron hob. Dagegen erhob sich in Chile am 18. September (dem heutigen Nationalfeiertag Chiles) 1810 eine königstreue spanische Junta de Gobierno als Widerstandsgruppe, die auch ein eigenes Heer aufstellte. Sofort begann ein Bürgerkrieg zwischen königstreuen realistas und liberalen patriotas unter ihrem Führer José Miguel Carrera. 1812 erarbeitete eine Gruppe von Chilenen unter der Führung der diktatorisch herrschenden Brüder Carrera eine Verfassung, die unter der formellen Herrschaft des spanischen Königs die weitgehende Selbstständigkeit Chiles vorsah. 1813 löste Bernardo O’Higgins Carrera als Heereschef der Patrioten ab.
Spanische Truppen unter General Mariano Osorio aus Peru gingen daraufhin bei Valdivia an Land und zogen gegen die patriotas zu Felde. Wie in allen südamerikanischen Unabhängigkeitskämpfen bekämpften sich vor allem Kreolen untereinander. Die chilenische Befreiungsarmee unter José Miguel Carrera und Bernardo O’Higgins wurde am 1. Oktober 1814 in der Schlacht von Rancagua von den spanischen Truppen aufgerieben, die Heerführer der Chilenen flohen nach Argentinien. Die Zeit zwischen 1814 und 1817 nennt man die Zeit der Reconquista. Mit Unterstützung des Argentiniers José de San Martín stellten sie ein gemeinsames Heer gegen die Spanier auf. Sie überquerten die Anden und besiegten die zahlenmäßig kleinere spanische Armee am 12. Februar 1817 in der Schlacht von Chacabuco.

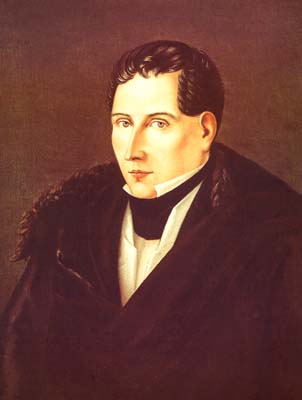
Portales

Chile proklamierte am 12. Februar 1818 seine Unabhängigkeit und kurze Zeit später, am 5. April 1818, errangen die Patrioten in der Schlacht von Maipú einen weiteren wichtigen Sieg. 1820 eroberte die chilenische Flotte unter Thomas Cochrane die Stadt Valdivia zurück, aber erst 1826 waren die letzten Spanier, die sich auf die Insel Chiloé zurückgezogen hatten, endgültig besiegt. Als Bürgerkrieg ging der Konflikt ungebrochen weiter: Im Guerra a muerte bekämpften sich Patrioten und Monarchisten bis zur Präsidentschaft Portales’ 1833.
O’Higgins wurde zum ersten Staatspräsidenten Chiles, tatsächlich herrschte er als Director Supremo diktatorisch. Er versuchte Sozialreformen umzusetzen, scheiterte aber am Widerstand der Großgrundbesitzer und musste 1823 zurücktreten. Er starb im Exil in Peru. Im folgenden Kampf zwischen Liberalen und Konservativen setzte sich der reformfeindliche Großgrundbesitz durch: 1833 wurde eine autoritär geprägte Präsidialverfassung verabschiedet, die dem Führer der Konservativen, Diego Portales Palazuelos, auf den Leib geschneidert war.

## Autoritäre und Parlamentarische Republik

### Die Autoritäre Republik
Mit der Vizepräsidentschaft Portales begann die sogenannte Ära der Autoritären Republik, die bis zum Bürgerkrieg 1891 dauerte. Die Verfassung von 1833 blieb bis 1891 bestehen. Die Phase von 1890 bis 1925 wird als „Parlamentarische Republik“ bezeichnet. Portales wurde 1837 ermordet. 1851 wurde Manuel Montt Torres ins Präsidentenamt gewählt, das er mit Unterbrechungen bis 1861 innehielt. In diesem Jahr entstand auch die Partido Radical (Radikale Partei).
Das Schulsystem wurde eingeführt und das Kulturleben erfuhr eine Blüte: 1843 wurde die Universidad de Chile gegründet, 1888 die Pontificia Universidad Católica. Der Venezolaner Andrés Bello erarbeitete das Bürgerliche Gesetzbuch Chiles, den Código Civil de Chile. Es trat am 1. Januar 1857 in Kraft. 1853 führte die chilenische Post die ersten Briefmarken ein.
Im Zuge des Aufschwungs der Wirtschaft gewannen die Liberalen wieder stärker an Einfluss. Durch die 1836 erfolgte Vereinigung von Bolivien und Peru sahen sich Chile und Argentinien bedroht; ihr Eingreifen führte zum Peruanisch-Bolivianischen Konföderationskrieg, der bis 1839 andauerte.
1859 kam es in Copiapó und Chañarcillo zur Revolución Constituyente. Der Minenbesitzer Emiterio Goyenechea führte in der Atacama-Region seine eigene Silberwährung ein. Die Regierung von Manuel Montt Torres entsandte daraufhin Truppen, um die Revolution niederzuschlagen. Am 29. April 1859 schlug eine Armeeeinheit unter Leutnant Salvador Urrutia die Revolutionäre von General Pedro León bei La Serena.
1865 und 1866 erfolgte ein letztes Aufbäumen der alten Kolonialmacht Spanien im Spanisch-Südamerikanischen Krieg. Diesmal waren Chile und Peru Verbündete, die die spanischen Angriffe von See letztendlich abwehrten.

### Das Königreich von Araukarien und Patagonien
Das Königreich von Araukarien und Patagonien gehört zu den skurrilsten Episoden der chilenischen Geschichte. Im Jahre 1858 reiste ein unbekannter französischer Rechtsanwalt namens Orélie Antoine de Tounens nach Chile. Er war von der Idee besessen, mit den Mapuche und den Indianern Patagoniens ein eigenes Königreich zu errichten. Nach Verhandlungen mit dem Kaziken Mañil reiste er in die Región del Biobío. Mañil war inzwischen verstorben, aber sein Nachfolger Quilapán nahm ihn herzlich auf. Tounens legte den Mapuche eine eigene Verfassung vor und konnte die Indianer überzeugen, ihn am 17. November 1860 zum König von Araukarien und Patagonien zu wählen. Die chilenische Regierung und andere Regierungen ignorierten ihn vorläufig einfach. Schließlich verriet ihn sein Diener Juan Rosales Baptist an die chilenischen Behörden, die ihn festnehmen ließen. 1863 wurde Tounens nach Frankreich abgeschoben. Trotzdem versuchte er mehrmals nach Südamerika zurückzugelangen, um sein Königreich erneut aufzubauen.

### Der Salpeterkrieg

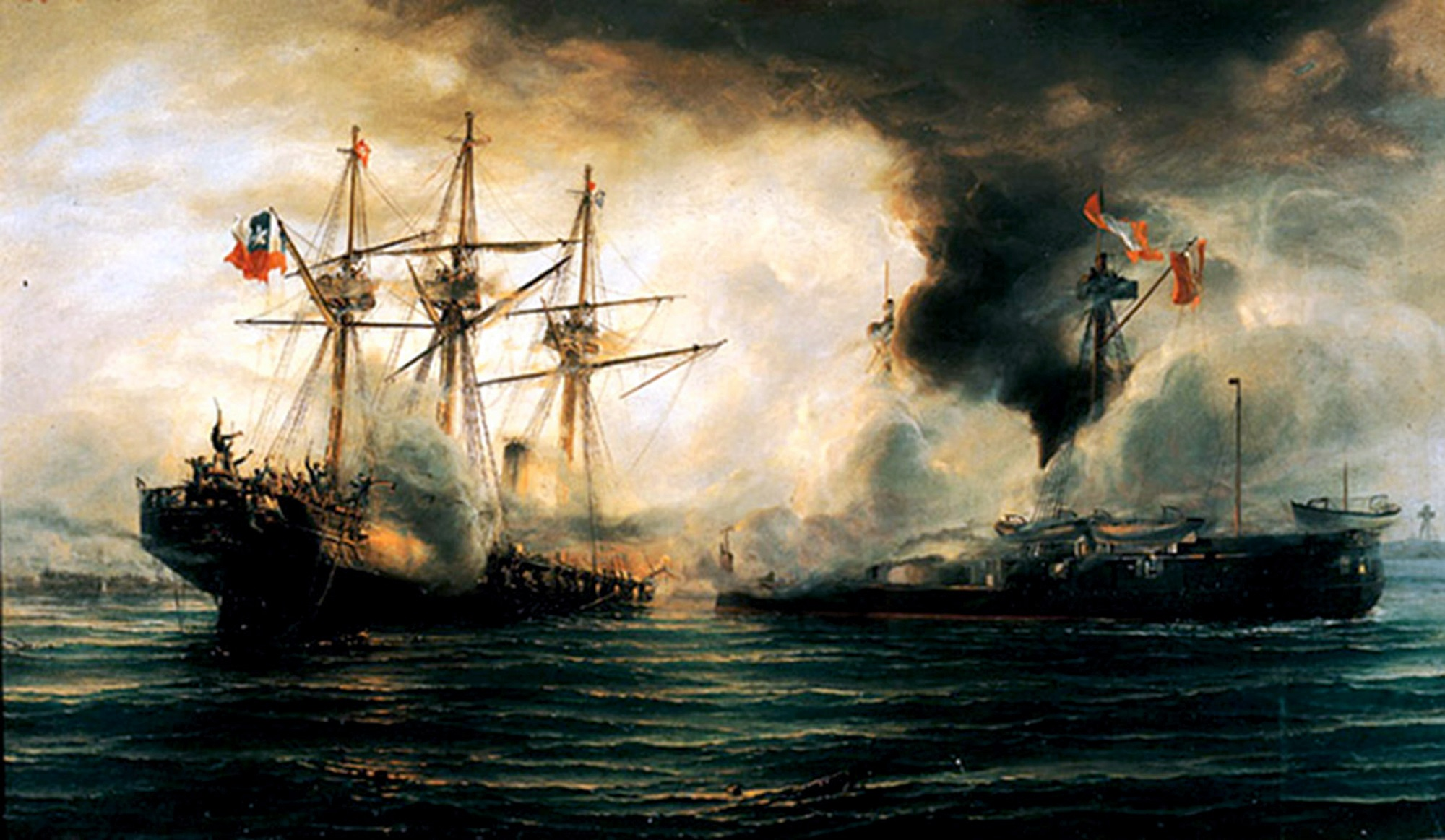
Seegefecht vor Iquique am 21. Mai 1879

Der Salpeterkrieg (spanisch: Guerra del Pacífico), den Chile von 1879 bis 1883 gegen Bolivien und Peru führte, war eine Auseinandersetzung um das Gebiet um Antofagasta (damals noch zu Bolivien) und Tarapaca (damals noch zu Peru). Grund waren die dort liegenden immensen Nitratvorkommen.
Chilenische Unternehmen begannen das Nitrat abzubauen, was Peru und Bolivien 1873 den Anlass für eine geheime Allianz gab, mit der Zielsetzung die chilenischen Gesellschaften zu übernehmen. Bolivien wurde 1874 von Chile die Kontrolle über das bis dahin umstrittene Gebiet zugesichert, unter der Bedingung, dass die chilenischen Unternehmen 25 Jahre lang keine Steuererhöhung zahlen müssten.
1878 verlangte der bolivianische Staatspräsident Hilarión Daza dennoch eine Steuererhöhung von den chilenischen Unternehmen, die er sogar auf das Jahr 1874 zurückdatierte, und provozierte damit eine chilenische Intervention, nachdem die chilenische Regierung ihrerseits den Grenzvertrag von 1874 für null und nichtig erklärt hatte. Der Salpeterkrieg endete für Chile mit erheblichen Landgewinnen im Norden. Der Vertrag von Ancón regelte den Konflikt zwischen Chile und Peru. Die Städte Arica und Tacna blieben vorläufig unter chilenischer Kontrolle. Erst 1929 wurde Tacna an Peru zurückgegeben, Arica blieb in Chile. Bolivien verlor seine Pazifikzugänge und große Gebiete in der Atacamawüste, welches Bolivien in einem Vertrag 1904 anerkannte. Bis heute gibt es immer wieder die Forderung von Bolivien nach einem freien Pazifikzugang.
Die vier Kriege des 19. Jahrhunderts, nämlich der Unabhängigkeitskrieg (1810–1817), der Peruanisch-Bolivianische Konföderationskrieg (1836–1839), der Spanisch-Südamerikanische Krieg (1865–1866) und der Salpeterkrieg (1879–1883), trugen wesentlich dazu bei, dass sich ein chilenisches Nationalbewusstsein bildete.

### Kolonisation des Südens

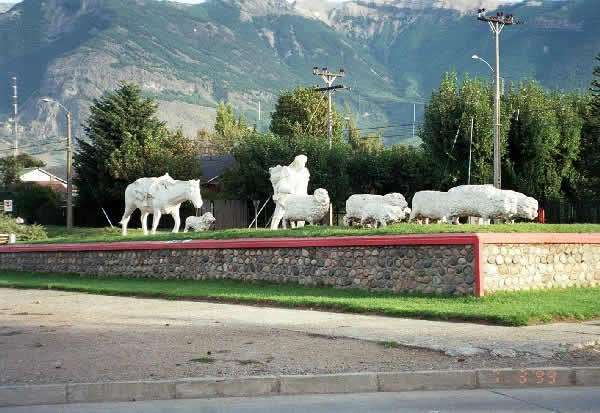
Monument der Schäfer in Coyhaique

1845 regelte das erste Ley de Colonización die Landverteilung an Einwanderer zur Besiedlung der Gebiete nördlich von Copiapó und südlich des Río Bío Bío. Wenige Jahre später begann eine große Einwanderungswelle von Deutschen, welche gezielt angeworben und insbesondere in den Gebieten um den Llanquihue-See, Osorno und Puerto Montt angesiedelt wurden.
1881 wurde im Süden Chiles der letzte große Aufstand der Mapuche niedergeschlagen. Das Indianerland wurde an Siedler vergeben. In der Region südlich von Temuco gründeten Einwanderer – viele von ihnen aus Deutschland, Österreich und der Schweiz – zahlreiche neue Städte auf ehemaligem Indianergebiet.
1890 gab die Regierung die Dawson-Insel zur Besiedlung frei. Mit der zunehmenden Nutzung der Grasländer Feuerlands als Weideplätze für Schafe Ende des 19. Jahrhunderts kam es zum systematischen Genozid an dem kriegerischen Volk der Ona. Durch die Errichtung von Zäunen in den Jagdgebieten der Ona entzogen die großen Schafzuchtbetriebe den Ureinwohnern die Jagdgebiete und als diese begannen, Schafe (die sie als Weiße Guanacos bezeichneten) zu erlegen, kam es zu blutigen Konflikten und zum systematischen Genozid dieser Ureinwohner Feuerlands. So ist etwa nachgewiesen, dass die Besitzer der großen Estancias Kopfgelder auf getötete Indianer aussetzten. Berüchtigt war insbesondere ein englischer Verwalter der Estancia des José Menéndez, namens Alexander McLennan, der um 1890 die Jagd auf Indianer als eine Art Sport ansah. Um 1925 waren die dort lebenden restlichen Alacalufes (Kawesqar) und Ona (Selk'nam) ausgerottet, wobei die letzten an Seuchen starben.
Die Besiedlung West-Patagoniens und der Región de Aisén erfolgte erst relativ spät. Um 1892 begann der deutsche Kartograph Hans Steffen mit der systematischen Erforschung der Region südlich von Puerto Montt. Maßgeblich an der Besiedlung der Gegend war auch der deutsche Abenteurer Hermann Eberhard beteiligt, der sich in der Provinz Última Esperanza ansiedelte (nahe dem Nationalpark Torres del Paine). Er nutzte riesige Gebiete zur Schafzucht.
Ein Kapitel der chilenischen Geschichte ist die Annexion der Osterinsel (Rapa Nui) 1888. Die ursprüngliche Bevölkerung bekam nur ein kleines Gebiet an der Westküste zugewiesen, während der Rest der Insel von einem französisch-britischen Konsortium intensiv als Weideland für Schafe und Rinder genutzt wurde und unter Androhung von Strafe nicht betreten werden durfte. Dies blieb im Wesentlichen so bis zum Jahr 1955, als die chilenische Marine die Bewirtschaftung der Schaffarm übernahm. Die Bewohner der Insel unterstanden einer restriktiven militärischen Verwaltung, an der Spitze ein von Chile eingesetzter Militärgouverneur. Bis zum Jahre 1967 herrschte auf der Insel das chilenische Kriegsrecht. Eigenständige, demokratische Strukturen in der lokalen Verwaltung wurden erst Ende der sechziger Jahre zugelassen.

### Wirtschaftlicher Aufschwung und Salpeter
In der Folge behielten die konservativen Grundbesitzer ihre dominierende Rolle im Staat. Durch die Stabilität des Landes florierte die Wirtschaft. Die Landwirtschaft wurde ausgebaut.

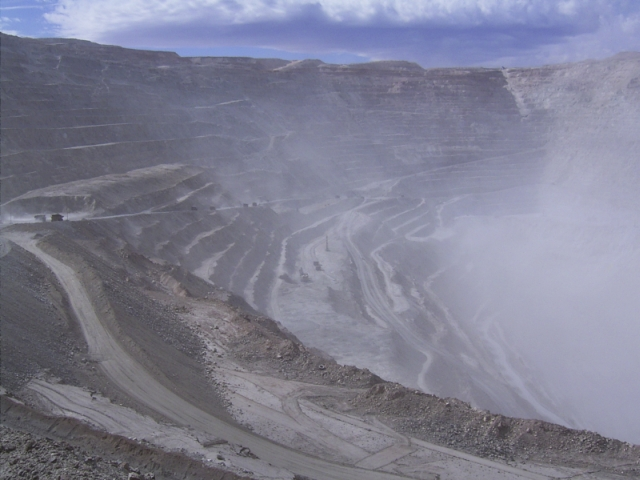
Die 1915 eröffnete Kupfermine Chuquicamata heute

1851 wurde die erste Eisenbahn von Caldera nach Copiapó gebaut und man begann mit der Ausbeutung von Chiles Bodenschätzen. 1852 begann in Lota und Coronel der Abbau von Kohle. Schon 1832 wurde in Chañarcillo (50 km südlich von Copiapó) eine große Silberlagerstätte entdeckt. Damit wurde Chile für Jahrzehnte zu einem der größten Silberproduzenten der Welt.
Doch ein Rohstoff stellte in seiner Bedeutung alle anderen bei weitem in den Schatten: Salpeter. Schon 1820 hatte der Naturforscher Mariano de Rivero im Norden Chiles Salpeterlager (Chilesalpeter, Natriumnitrat) gefunden. 1873 begann der Abbau durch die Salpeter- und Eisenbahngesellschaft von Antofagasta. 1913 machte Nitrat, das zur Produktion von Dünger und Sprengstoff verwendet wurde, 71 % der chilenischen Exporte aus. Das zweitwichtigstes Gut war Kupfer mit 7 %. Die Oberschicht und Minenbesitzer erlangten schnell einen exorbitanten Reichtum, während die Arbeiter ein erbärmliches Leben führten. 1884 gewann Chile im Salpeterkrieg mit Antofagasta und der Provinz Atacama von Bolivien den Besitz weiterer Gebiete mit Salpetervorkommen.
Zu Beginn des 20. Jahrhunderts kam der Kupferbergbau in großem Maßstab hinzu. Ab 1904 begann in Sewell und in Chuquicamata (1914) der Kupferabbau. Neue elektrolytische Verfahren erlaubten Chile im großen Stil Kupfer zu produzieren und zu exportieren. Doch erst während der Weltwirtschaftskrise verdrängte Kupfer Salpeter als wichtigstes Exportgut, was es bis heute geblieben ist.

### Konflikte mit Argentinien

Andengrenzvertrag 1902

Im Süden Chiles erhöhten sich die Spannungen mit Argentinien um strittige Gebietsansprüche in Patagonien. Zuletzt konnte der Streit doch noch auf diplomatischem Wege beigelegt werden. Am 23. Juli 1881 wurde ein Grenzvertrag geschlossen, der den chilenischen Anspruch auf die Magellanstraße und den westlichen Teil von Feuerland dokumentierte und zusicherte.
Ab 1893 verschärften sich wieder die Grenzprobleme mit Argentinien, nachdem Bolivien einen Teil der Puna de Atacama an Argentinien abgetreten hatte. Dieser war seit dem Salpeterkrieg von Chile besetzt. Der Streit wurde unter Vermittlung der USA beigelegt. Die neuen Spannungen mit Argentinien wegen der Grenzziehung nördlich der Magellanstraße wurden in den „Mai-Verträgen“ (Pactos de Mayo) vom 28. Mai 1902 gelöst. Darin einigten sich beide Seiten auf eine Begrenzung ihrer Seerüstung und baten König Eduard VII. um einen Schiedsspruch in der Grenzfrage. Dieser legte die Grenze am 20. November 1902 auf Basis der Erkundungen mehrerer Kommissionen fest. Die strittigen Gebiete in Patagonien wurden neu aufgeteilt, 54.000 km² fielen an Chile und 40.000 km² an Argentinien. Die Folgen des Salpeterkrieges mit Bolivien wurden 1904 durch einen Friedens- und Freundschaftsvertrag endgültig ad acta gelegt.

### Der Bürgerkrieg von 1891 und die Parlamentarische Republik

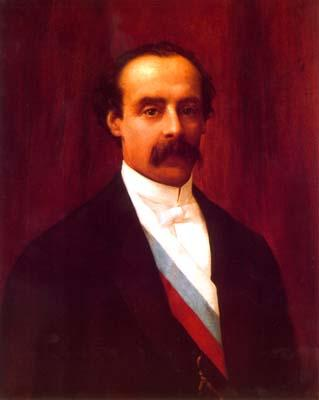
José Manuel Balmaceda, Präsident 1886 bis 1891

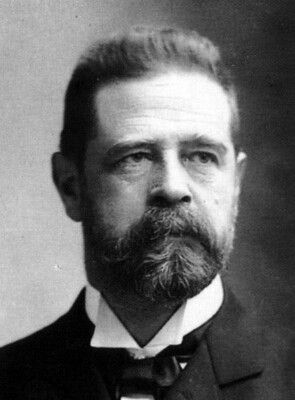
Germán Riesco Errázuriz, Präsident 1901 bis 1906

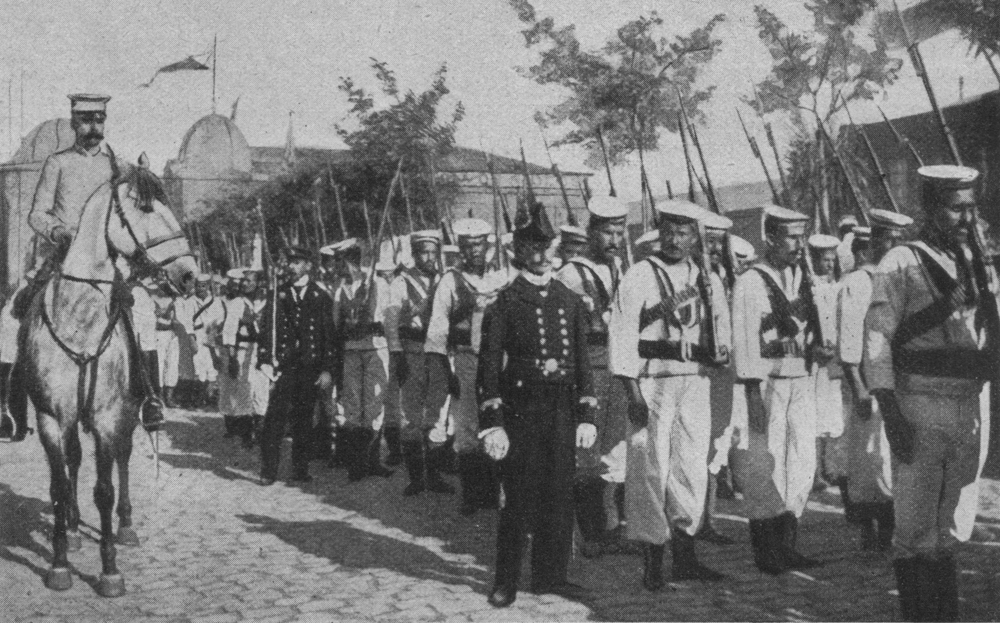
Chilenische Infanteriesoldaten um 1901

Die Parlamentarische Republik bestand vom Bürgerkrieg 1891 bis zur Verfassungsreform 1925.
1891 erhoben sich die chilenische Marine und das Parlament gegen den Präsidenten José Manuel Balmaceda, worauf es zum Bürgerkrieg kam. In diesem Konflikt starben rund 6000 Menschen. Balmaceda verlor zwei größere Schlachten und beging am 18. September 1891 Selbstmord. Das bis dahin präsidial geprägte Regierungssystem wurde nach dem Sieg der Kongressanhänger durch ein parlamentarisches System ersetzt. Die 1891 eingeführte Verfassung blieb bis 1925 in Kraft. Der 1916 gewählte Präsident Juan Luis Sanfuentes konnte die Stellung des Staatspräsidenten durch ein neues Wahlgesetz allerdings wieder stärken. Erst durch die 1925 an die Macht gelangte Militärjunta unter Carlos Ibáñez del Campo wurde in Chile erneut ein präsidentielles Regierungssystem eingeführt.
Am 16. August 1906 erschütterte ein sehr starkes Erdbeben mit anschließendem Tsunami die Stadt Valparaíso, die fast komplett zerstört wurde. Rund 20.000 Menschen starben.
In der Regierungszeit von Germán Riesco Errázuriz (1901–1906) wurde der Edelmetallanteil der Münzwährung verringert und damit der Peso deutlich abgewertet, was zu einem Anstieg der Inflation in Chile führte. Eine Spekulationswelle durchzog Chile und erschütterte die chilenische Wirtschaft. Drastische Preiserhöhungen waren die Folge, es kam zu Arbeiteraufständen und großen Demonstrationen in Santiago. Die Regierung setzte das Militär ein; etwa 200 Menschen starben bei den Auseinandersetzungen.
Mit der industriellen Ausbeutung der Bodenschätze entstand auch in Chile eine Schicht von Arbeitern. Sie begannen sich zu organisieren und für bessere Arbeitsbedingungen zu kämpfen. 1898 wurde mit der Sociedad de resistencia (Widerstandsvereinigung) der erste Vorläufer der chilenischen Gewerkschaften von Eisenbahnarbeitern in Santiago gegründet. 1907 schlug das Militär einen Streik in Iquique mit großer Härte gegen die Streikenden und ihre Familien nieder. In der Schule Santa María wurden dabei nach heutigen Schätzungen etwa 2000 bis 3600 Menschen umgebracht (Massaker von Iquique). Im Jahre 1912 wurde die Sozialistische Arbeiterpartei (Partido Obrero Socialista POS) gegründet, die zehn Jahre später in Partido Comunista de Chile (Kommunistische Partei Chiles) umbenannt wurde.

## Die Weltwirtschaftskrise und die Radikalen

### Alessandri und Ibáñez

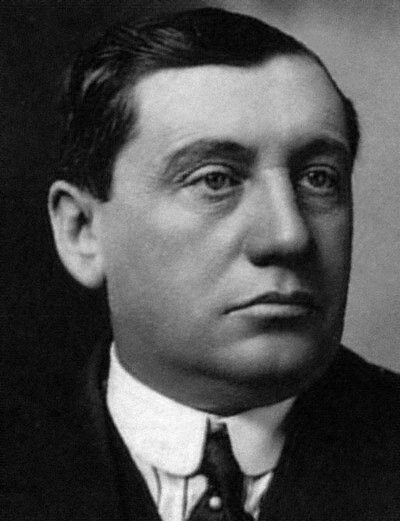
Arturo Alessandri

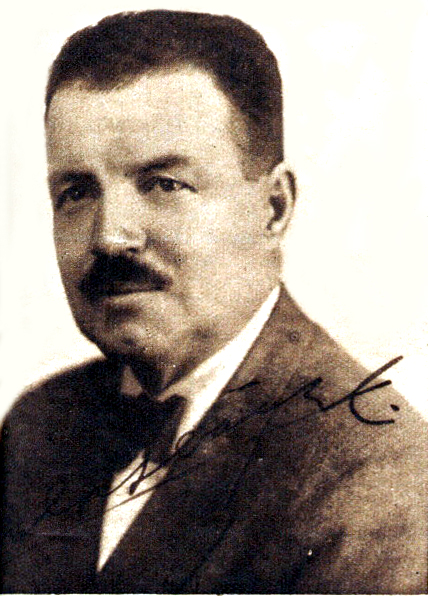
Carlos Ibáñez del Campo

Trotz des auf Kupferexport fußenden Reichtums waren die Lebensbedingungen der meisten Menschen miserabel. Im 19. Jahrhundert beanspruchten wenige Familien etwa 90 % des Landes für sich, die meisten (landlosen) Bauern arbeiteten als Landarbeiter (inquilinos) für diese patrones. So hatte Chile 1913 zwar ein durchschnittliches Pro-Kopf-Einkommen von 2653 US-Dollar und damit mehr als Italien, doch lag die Lebenserwartung nur bei 30 Jahren (im Vergleich zu 47 Jahren in Italien oder 46 Jahren in Argentinien).
1920 wurde der linke Liberale Arturo Alessandri zum Präsidenten gewählt. Gefeiert von Mittelschicht und den Massen, gelang es ihm nicht, die gravierenden sozialen Probleme des Landes zu lösen. Erst nach einem Militärputsch 1924 konnte im folgenden Jahr eine neue Verfassung verabschiedet werden, womit die Parlamentarische Republik wieder durch ein echtes Präsidentialsystem ersetzt wurde.
Nachdem die Militärs schon 1924 bis 1927 faktisch die Politik Chiles kontrollierten, ließ sich General Carlos Ibáñez del Campo 1927 als einziger Kandidat zum Präsidenten wählen. Sein äußerst repressives Regime unterdrückte fast alle politischen Freiheiten und war explizit gegen die politischen Parteien gerichtet. Mit den gravierenden Folgen der Weltwirtschaftskrise endete Ibáñez’ Diktatur in einem Volksaufstand.

### Weltwirtschaftskrise
Die Weltwirtschaftskrise ab 1929 traf Chile wie kaum ein anderes Land. Die Preise für die wichtigsten Exportgüter Kupfer und Salpeter fielen ins Bodenlose. 1932 lagen die Exporterlöse um 82 % niedriger als vier Jahre zuvor und die Wirtschaftsleistung hatte um 40 % abgenommen. 1931 waren 60 % der Bergarbeiter arbeitslos und es kam zu gewalttätigen Protesten. Ab 1932 erfolgte eine langsame Erholung des Landes, doch erst 1937 erreichten Wirtschaftsleistung und Export wieder die Werte von 1928.
Der Erste Weltkrieg und vor allem die Weltwirtschaftskrise gaben in ganz Lateinamerika den Startschuss für eine isolationistische Wirtschaftspolitik. Diese erste Welle der importsubstituierenden Industrialisierung dauerte bis etwa zum Zweiten Weltkrieg. Ab 1939 wurde aktiv eine Importsubstitution betrieben. In diesem Jahr erfolgte die Gründung der CORFO (Corporación de Fomento de la Producción).

### Politisches Chaos
Die Wirtschaftskrise stürzte das Land in ein politisches Chaos. Ein Volksaufstand jagte 1931 Ibáñez aus dem Amt. Sein gewählter Nachfolger Juan Esteban Montero wurde nach weniger als einem Jahr von einem Putsch sozialistischer Offiziere um Marmaduque Grove gewaltlos aus dem Amt gedrängt. Die daraufhin ausgerufene Sozialistische Republik Chile dauerte gerade einmal 12 Tage, bis mit Carlos Dávila Espinoza einer der Putschisten allein die Gewalt übernahm; dessen 100 Tage der repressiven Herrschaft wurden ebenfalls vom Militär beendet. Erst die erneute Wahl Alessandris im Oktober 1932 brachte das Land zur Ruhe. Anders als in den 1920er Jahren regierte er Chile nun autoritär und konservativ.

### Die Volksfront

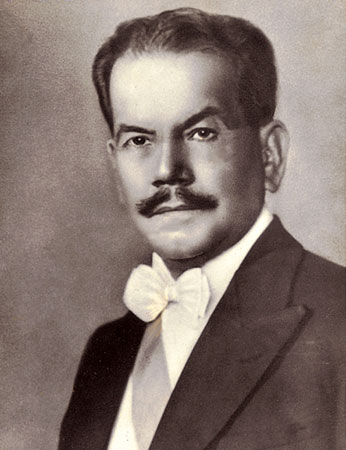
Pedro Aguirre Cerda, Präsident 1938 bis 1941

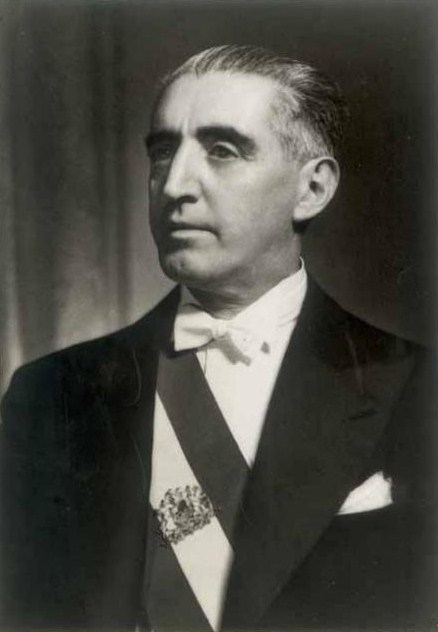
Juan Antonio Ríos, Präsident 1942 bis 1946

Anfang der 1930er Jahre wurden faschistische Bewegungen gegründet, darunter die Nationalsozialistische Bewegung Chiles und Auslandsortsverbände der NSDAP. Als Reaktion darauf und den Rechtsschwenk Alessandris gründeten Kommunisten, die erst 1932 gegründete Sozialistische Partei um den Putschisten Grove sowie Radikale 1936 die antifaschistische Volksfront (Frente Popular). Zwei Jahre später gewann das Bündnis mit Pedro Aguirre Cerda die Präsidentschaftswahlen. Die Wahl wurde von der Ermordung etwa 60 jugendlicher Faschisten überschattet, die einen Putsch versucht hatten (Masacre del Seguro Obrero). Schon drei Jahre später wurde die Frente aufgelöst, doch regierten die Radikalen mit den Präsidenten Juan Antonio Ríos und Gabriel González Videla bis 1952 immer wieder mit der Unterstützung der Linksparteien, bis sie die Kommunisten 1948 durch das Ley Maldita verboten.
1934 kam es zu einer großen Bauernrebellion in Ranquil. Die Mapuche versuchten Teile ihrer angestammten Gebiete zurückzuerobern. Erst der Einsatz der Armee konnte diesen letzten großen Mapucheaufstand beenden.
Beim Erdbeben von Chillán in der Nacht vom 24. auf den 25. Januar 1939 starben mehr als 25.000 der 41.000 Einwohner. Die Stadt besteht heute praktisch nur aus modernen Gebäuden, da das Erdbeben fast alle historischen Gebäude zerstörte.
Nachdem Chile im Zweiten Weltkrieg lange Zeit – auch aus Rücksicht auf die zahlreichen deutschstämmigen Chilenen – neutral geblieben war, beschloss Präsident Juan Antonio Ríos Morales (Mitglied der radikalen Partei) 1944 als Verbündeter der USA in den Krieg einzutreten. Der Einfluss Chiles auf den Kriegsausgang blieb aber bescheiden. 1945 gehörte das Land zu den Gründungsmitgliedern der Vereinten Nationen.

## Die Zeit der Christdemokraten

### Ibáñez und Alessandri
1952 konnte der ehemalige Diktator von 1927 bis 1931 und Putschist von 1938 Ibáñez die Wahl dank eines explizit parteifeindlichen Diskurses gewinnen. Sein Nachfolger war 1958 der Konservative Jorge Alessandri, Sohn von Arturo Alessandri. Als erfolgreicher Unternehmer präsentierte auch er sich als parteiunabhängig. Seine Regierung wurde von der Presse „Managerkabinett“ (gobierno de gerentes) getauft.

### Der Aufstieg der Christdemokraten

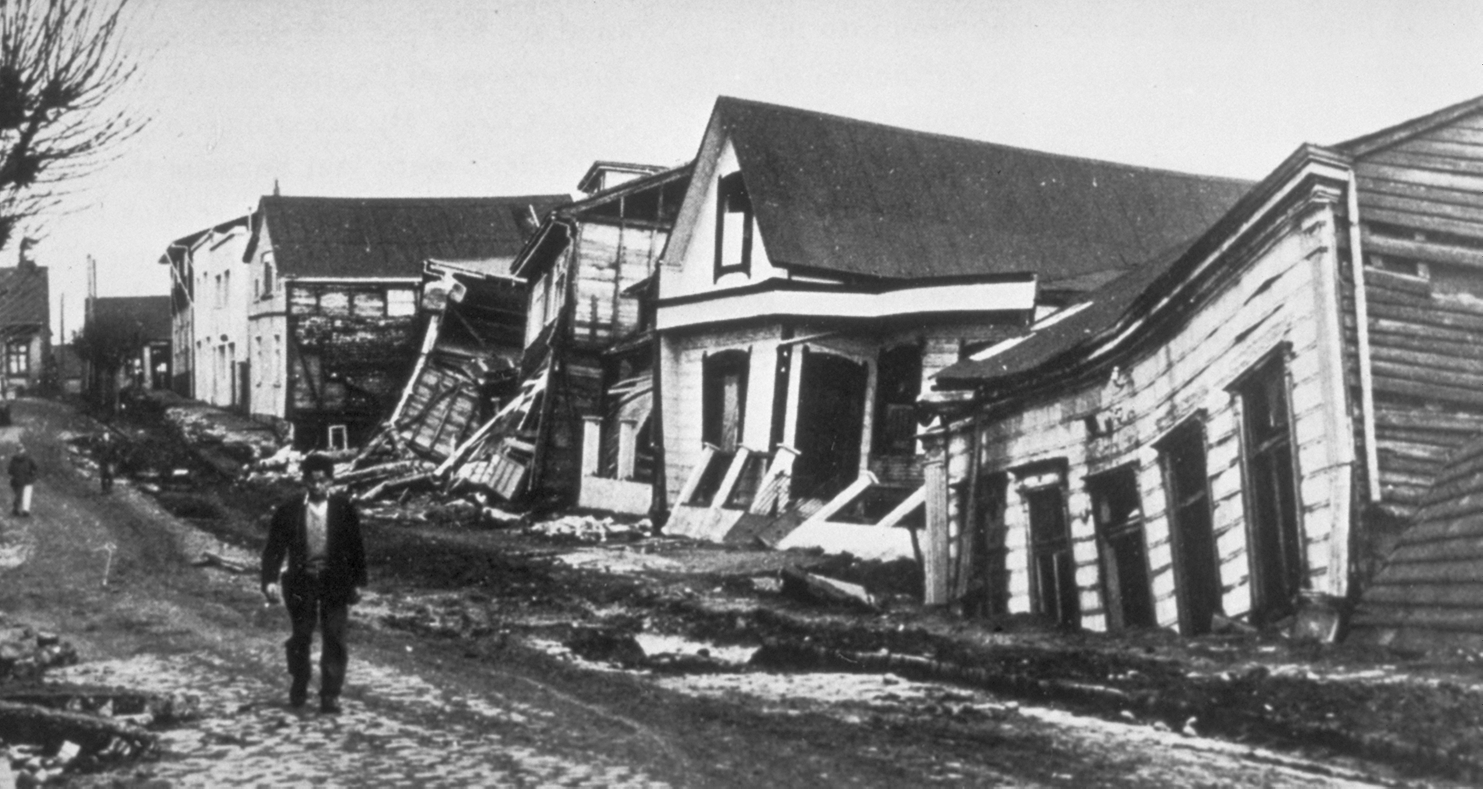
Schäden in Valdivia

Eine Reihe Wahlrechtsreformen sorgte Ende der 1950er Jahre für den größten Wandel im Parteiensystem seit der Integration der Arbeiterparteien 25 Jahre zuvor. 1949 wurde das Frauenwahlrecht eingeführt und das Wahlgeheimnis erstmals effektiv garantiert. 1958 wurde die Kommunistische Partei wieder zugelassen und in den folgenden Jahren sorgte eine faktische Einschreibepflicht ins Wahlregister für sprunghaft steigende Wahlbeteiligungen. Waren 1946 nicht einmal neun Prozent der Bevölkerung zur Wahl gegangen, lag der Anteil 20 Jahre später bei 29 %, ein Anstieg von 0,5 Mio. Wähler auf 2,5 Mio. Die Christdemokratische Partei (DC) unter Eduardo Frei Montalva konnte davon deutlich profitieren und wurde innerhalb weniger Jahre zur wichtigsten Partei des Landes. Schon in den 1930er Jahren hatte sich die Falange Nacional als christlich-progressive Partei von der vom Großgrundbesitz geprägten Konservativen Partei abgespalten. Nach 20 Jahren als Kleinpartei gelang ihr nach der Umbenennung 1957 ein rasanter Aufstieg. 1964 wurde Frei Präsident und im folgenden Jahr erlangte die DC das beste Wahlergebnis einer Partei in Chile im 20. Jahrhundert.
Am 22. Mai 1960 erschütterte das bisher stärkste gemessene Erdbeben der Welt Valdivia im Süden Chiles. Es hatte die Stärke 9,5 auf der Richterskala. Es starben mehr als 2000 Menschen. Außerdem breitete sich ein Tsunami über den gesamten Pazifik aus.

### Die Regierung Frei

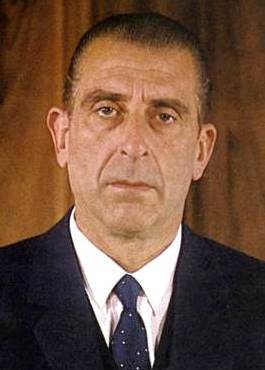
Eduardo Frei

Bei den Wahlen September 1964 sah es lange Zeit nach einem knappen Entscheid zwischen drei Kandidaten aus. Frei als Kandidat der DC konnte die Wahl erst mit 56 % der Stimmen gewinnen, als der Kandidat der rechten Parteien aufgab und zur Unterstützung Freis aufrief. Der Sozialist Salvador Allende erhielt 39 % der Stimmen.
Die Regierungszeit Eduardo Freis von 1964 bis Oktober 1970 war geprägt von tiefgreifenden Strukturreformen und einer starken Politisierung der Gesellschaft. Er versuchte unter dem Motto „Revolution in Freiheit“, Sozialreformen mit der Beibehaltung der demokratischen Ordnung zu verbinden und den Spagat zwischen den radikalen Forderungen der Linken und der rigorosen Abwehr von Reformen durch die Rechten zu schaffen. Die Regierung verstaatlichte („chilenisierte“) den Kupferbergbau zu 51 %, organisierte die Kleinbauern und Landarbeiter in Gewerkschaften, weitete das Bildungssystem deutlich aus und – wohl die wichtigste Reform – setzte das erste Mal in der Geschichte Chiles eine substantielle Landreform durch. Nach miserablen Wahlergebnissen 1965 fusionierten die beiden Rechtsparteien und gründeten die Partido Nacional (PN), Vorläuferin der Renovación Nacional. 1965 wurde in Concepción der Movimiento de Izquierda Revolucionaria (MIR) gegründet und die Sozialistische Partei unterstützte ab Ende der 60er Jahre offiziell den „bewaffneten Kampf“ und überholte die Kommunisten links. Frei scheiterte letztlich mit seinem Vorhaben, seine wichtigsten Reformen, darunter die teilweise Verstaatlichung der Kupferindustrie, gingen den Linken nicht weit genug, während die Konservativen schon den ersten Schritt zum Kommunismus vollzogen sahen.
Mit der Machtübernahme Fidel Castros in Kuba im Jahr 1959 geriet Lateinamerika stärker ins Blickfeld der USA. Im Kalten Krieg versuchten die USA, weitere kommunistische Regimes in Amerika zu verhindern und begannen über politische Einflussnahme und ihre Geheimdienste zusehends, auch in Chile aktiv zu werden. So unterstützten sie auch Freis Wahlkampf mit mehreren Millionen US-Dollar Wahlkampfhilfe (von der Frei nichts wusste).

## Die Präsidentschaft Allendes

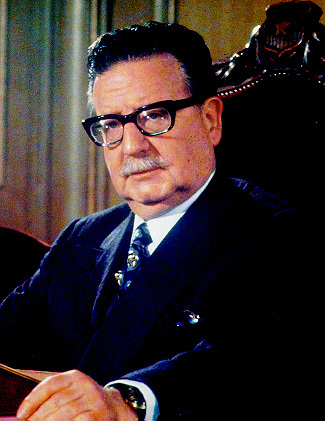
Salvador Allende

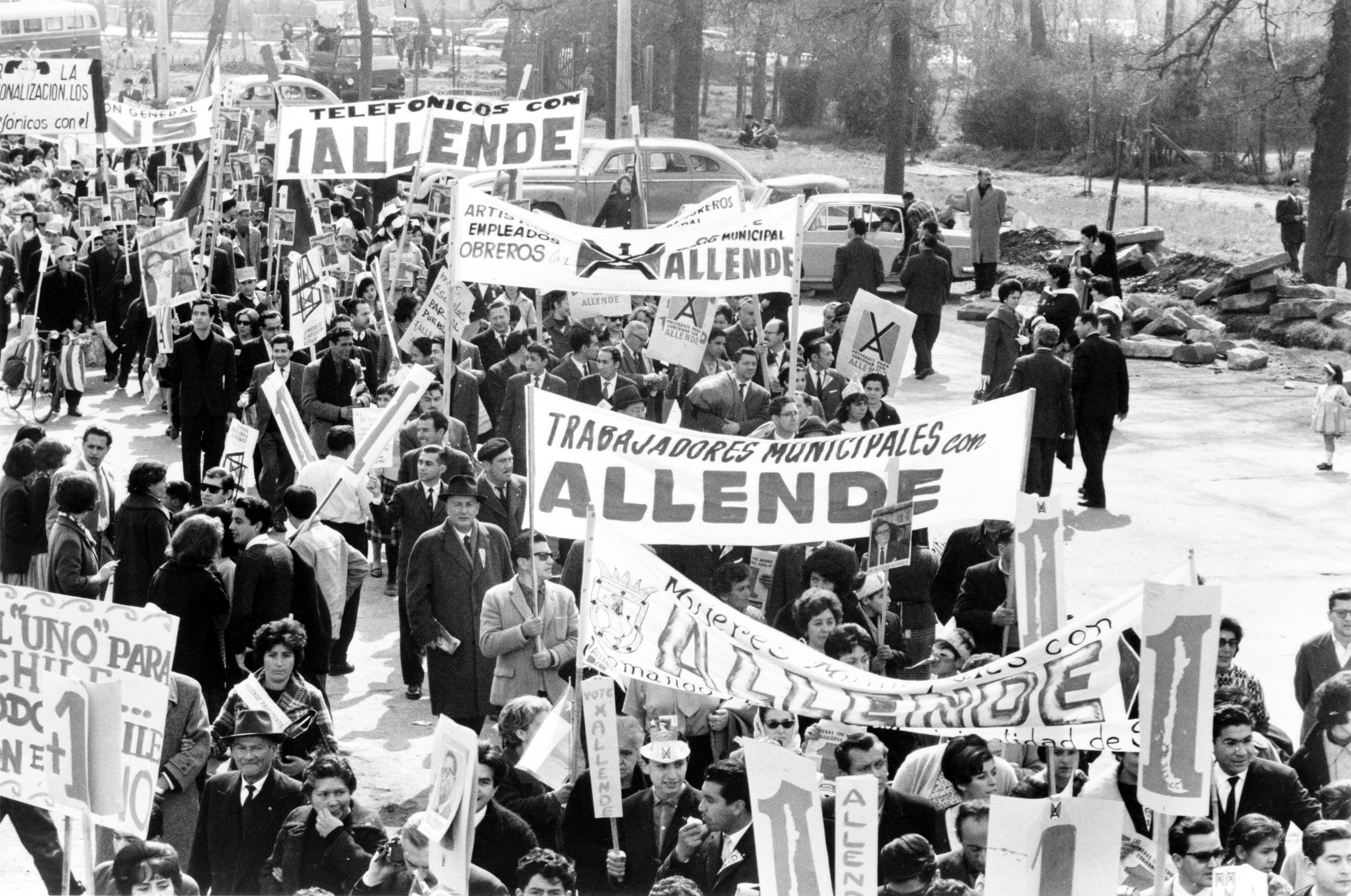
Demonstration für Allende

Salvador Allende wurde 1908 in Valparaíso geboren. Schon als Medizin-Student engagierte er sich gegen die Regierung von Ibáñez und wurde zum Stellvertretenden Präsidenten der Föderation chilenischer Studenten (FECH) gewählt. Allende war Mitbegründer der Sozialistischen Partei Chiles in Valparaíso 1933. Er kam 1937 in den Kongress und war von 1939 bis 1942 während einer liberalen Regierung Gesundheitsminister. 1945 wurde Allende in den Senat gewählt, dem er 25 Jahre lang angehörte. 1952 kandidierte er erstmals für das Präsidentenamt.
Die Kräfte der Linken hatten 1969 die Unidad Popular (UP) gegründet, ein Wahlbündnis, dem neben der Kommunistischen und der Sozialistischen Partei noch mehrere kleine marxistische und christliche Parteien angehörten. Dieses Bündnis stellte 1970 als Präsidentschaftskandidaten Salvador Allende auf, der schon 1964 für die sozialistische Partei kandidiert hatte.
Allende erhielt bei den Wahlen vom 4. September 1970 36,6 % der Stimmen. Sein konservativer Gegner Jorge Alessandri kam auf 35,3 %, und der Christdemokrat Radomiro Tomic erzielte 28,1 %. Absolut belief sich Allendes Vorsprung auf nur 36.000 Stimmen. Das Parlament ernannte ihn schließlich mit den Stimmen der Christdemokraten, denen er im Gegenzug die Erhaltung der verfassungsmäßigen Ordnung versprach, zum Präsidenten. Auch wenn die UP zu keiner Zeit im Kongress über eine eigene Mehrheit verfügte, wurde mit Allende zum weltweit ersten Mal ein marxistischer Regierungschef demokratisch legitimiert.

### Wirtschaftliche Ausgangslage bei Regierungsantritt
Als Allende seinen christdemokratischen Vorgänger Frei ablöste, befand sich Chile bereits in einer prekären Situation: von 10 Millionen Einwohnern galten 1,5 Millionen Kinder als unterernährt, 500.000 Familien waren obdachlos, und die Arbeitslosigkeit lag bei 8,8 %. Der Landbesitz konzentrierte sich bei einer kleinen Oberschicht: 80 % des Nutzlandes befanden sich in der Hand von 4,2 % der Grundeigentümer.

### Innenpolitik
Die Politik der Unidad Popular brachte zunächst starke Verbesserungen für die Arbeiter und die Unterschicht. Die Löhne wurden um 35 bis 60 % erhöht. Die Preise für die Miete und für wichtige Grundbedarfsmittel wurden eingefroren. Schulbildung und Gesundheitsversorgung wurden kostenfrei angeboten. Allende ließ politische Gefangene der „revolutionären Linken“ frei. Jedes Kind bekam Schuhe sowie täglich einen halben Liter Gratismilch. Die Kindersterblichkeitsrate sank so um 20 %, aber dem Land fehlten die ökonomischen Mittel, um all diese sozialen Wohltaten zu finanzieren.
Der Schwerpunkt von Allendes Wirtschaftspolitik war die entschädigungslose Verstaatlichung der Bodenschätze, die Enteignung von ausländischen Großunternehmen, der Banken und eine Agrarreform, bei der 20.000 km² Fläche von Großgrundbesitzern an Bauern übergeben werden sollten. Die sozialistische Regierung wollte Chile weniger abhängig von der übrigen Welt, insbesondere von den USA, machen. 1970 wurden der Kohlebergbau und die Textilindustrie verstaatlicht. 1971 wurden die noch in (vor allem US-amerikanischem) Privatbesitz befindlichen Anteile am Kupferbergbau mit Zustimmung aller Parlamentsparteien sozialisiert. Im gleichen Jahr wurden auch die Banken verstaatlicht. Im Jahr 1971 wuchs die Wirtschaftsleistung um elf Prozent und die Arbeitslosigkeit sank auf drei Prozent. Allerdings begann die Inflationsrate deutlich zu steigen.
Allende begann den Aufbau eines kybernetischen Daten-Netzes (eine Art Vorläufer des Internets), das sogenannte Cybersyn-Projekt (das inzwischen weithin in Vergessenheit geraten ist). Es sollten, anders als z. B. in der zentralistischen Sowjetunion, Abläufe und Planungen vernetzt werden.
Die Inflation stieg in dieser Zeit rapide an und überstieg 1973 die Marke von 311 Prozent.

### Außenpolitisches Zerwürfnis mit den USA
Einflussreiche amerikanische Unternehmen in Chile (insbesondere die International Telephone and Telegraph Company (ITT) und die Anaconda Copper Company) waren bereits vor dem Wahlkampf von Salvador Allende über dessen möglichen Wahlsieg besorgt, denn Allende versprach bei seiner Wahl die Kupferminen, das Bankenwesen und weitere Industriebereiche in Chile zu verstaatlichen. ITT wendete sich zwei Mal an Henry Kissinger (Außenminister im Kabinett Nixon) mit Plänen, Allende von einer Machtübernahme fernzuhalten. Kissinger ging zwar auf diese Pläne nicht ein, ein Erfolg der UP und Allendes war jedoch im Verständnis der „Realpolitiker“ Henry Kissinger und Richard Nixon eine Stärkung der Sowjetunion auf Kosten der USA. Im Verlauf des Wahlkampfs unterstützten viele US-Unternehmen in Chile, die CIA und die US-Regierung den Gegenkandidaten Allendes, den konservativen Jorge Alessandri finanziell (zusammengerechnet mit etwa 2 Mio $). Auf der anderen Seite wurde Allende aus Kuba und der Sowjetunion unterstützt.
Auch die DDR unterstützte Chile. Allende hatte im Wahlkampf 1969/70 versprochen, die DDR im Falle seines Sieges völkerrechtlich anerkennen zu wollen, was der DDR-Regierung erstrebenswert erschien (siehe Hallstein-Doktrin). Im April 1971 erkannte Chile die DDR offiziell an.
Kissinger betonte zwar: „Lateinamerika ist unwichtig. Nichts Wichtiges kommt aus dem Süden“, trotzdem beriefen sich die USA ideologisch auf die 1954 von US-Präsident Eisenhower postulierte Domino-Theorie, laut der nach Kuba und Chile eine sozialistische Revolutionswelle in Lateinamerika zu erwarten sei.
Der Wahlsieg Allendes traf in den USA dann auf heftigen Widerstand. Unmittelbar nach der Wahl gab Nixon der CIA die Anweisung, den Amtsantritt Allendes zu verhindern. Dafür sollte der verfassungstreue Oberbefehlshaber der chilenischen Armee, General René Schneider entführt werden, um linke Gruppierungen zu diskreditieren und das Land zu destabilisieren. Schneider hatte sich gegen Bestrebungen innerhalb des Militärs gestellt, einen Putsch gegen Allende durchzuführen. Tatsächlich wurde er durch die seitens der CIA finanzierten rechten Terrorgruppe Patria y Libertad am 22. Oktober 1970 entführt und, als er sich widersetzte, von den Entführern erschossen.
Zudem führte die CIA einen umfangreichen Propagandakrieg gegen die chilenische Regierung. Millionen von Dollars aus US-Steuergeldern wurden dazu aufgewendet, proamerikanische chilenische Medienunternehmen zu finanzieren und einige neu zu gründen. Die CIA sorgte des Weiteren für die Platzierung von vielen in ihrem Sinne verfassten Artikeln in Zeitungen und versuchte verschiedene chilenische Verbände zu beeinflussen und für ihre Zwecke zu instrumentalisieren, darunter auch Studenten- und Frauenorganisationen.
Im Jahr 1971 erfüllte Allende sein Wahlversprechen und verstaatlichte die Kupferminen mit parteiübergreifender Unterstützung – sogar die konservativen Kräfte unterstützten diese Entscheidung, um bei der Bevölkerung nicht als unpatriotisch zu gelten. Um die Entschädigung der amerikanischen Kupferunternehmen gering zu halten, wurden die Gewinne der Unternehmen seit 1955, die weit über den Durchschnittgewinnen derselben Unternehmen in anderen Ländern lagen, mit der Entschädigungssumme verrechnet – schlussendlich bedeutete dies, dass keine Entschädigungen zu zahlen waren.
In der Folge strichen die USA sämtliche Hilfsmittel für Chile und verhängten nach der Verstaatlichung mit 14 anderen Staaten einen Kaufboykott über Kupfer. Gleichzeitig fehlten Devisen für den Import von Rohstoffen, Maschinen und Ersatzteilen, und wegen mangelhafter Investitionen der Privatunternehmen waren die Kupferbergwerke in einem maroden Zustand. All diese Faktoren trugen dazu bei, dass Chile 1971 ein Zahlungsbilanzdefizit von 26 Milliarden US-Dollar hatte. Man deckte die Schulden, indem man Geld druckte. Dadurch verfünffachte sich die Geldmenge, und die Inflationsrate überstieg 300 %, um 1973 auf fast 700 % zu steigen.
1972 spitzte sich die Lage weiter zu. Zu den hausgemachten Problemen aufgrund der desolaten Haushaltspolitik kam hinzu, dass die Regierung Allende aus westlicher Sicht nicht mehr kreditwürdig war, eine Haltung, die von der Regierung von US-Präsident Richard Nixon vehement unterstützt wurde. Nixon wollte die „Kommunisten“ in Chile „ausquetschen“, wie er es nannte. Aus Angst vor Enteignung setzte eine Kapitalflucht ins Ausland ein. Die Privatinvestitionen wurden aus Angst vor der Verstaatlichung zurückgeschraubt. Auf die Sowjetunion konnte Chile nur ideologisch zählen, Devisenhilfe konnte Allende aus Moskau nicht erwarten. Nixon und Kissinger setzten derweil auch ihre Politik der innenpolitischen Destabilisierung Chiles fort.

### Radikalisierung der Politik
1971 wurde der Christdemokrat und Ex-Minister Pérez Zújovic von der linksextremistischen Gruppe VOP (Vanguardia organizada del Pueblo) ermordet. Im folgenden Jahr beendeten die Christdemokraten ihre Unterstützung für Allende und schlossen sich der rechten Opposition an.
Die Proteste im Land wurden heftiger: Großgrundbesitzer protestierten gegen die Agrarreform, die Kollektive (Asentamientos) gegenüber Vertragsfarmern bevorzugte, sie besetzten Bauernland und so kam es zu Nahrungsmittelengpässen. 1972 mussten Lebensmittel rationiert werden und die Regierung war gezwungen, Devisen für die Einfuhr von Nahrungsmitteln aufzuwenden. Im Herbst 1972 streikten etliche Berufsgruppen, darunter Lastwagenfahrer, Bankangestellte, Arbeiter und Studenten, um eine Wende in der Wirtschaftspolitik zu erzwingen. Es kam zu Straßenschlachten. Allende rief den Notstand aus. Radikale rechte Gruppen antworteten sogar mit Terror und Sabotage. Es gab in Allendes Amtszeit insgesamt sechshundert Terroranschläge auf Eisenbahnen, Brücken, Hochspannungsleitungen und Pipelines. Durch Einbindung des Militärs im November 1972 mit der Ernennung von General Carlos Prats zum Innenminister konnte der Streik beendet werden.
Die heftige Opposition ging auch auf die erfolgreiche Propaganda-Arbeit der CIA zurück. In einem Memorandum des US-Geheimdienstes heißt es, dass die konservative Tageszeitung El Mercurio und andere chilenische Zeitungen, die von der CIA finanziell unterstützt wurden, eine wichtige Rolle dabei gespielt hätten, die Voraussetzungen für den späteren Militärputsch zu schaffen. Bis 1973 hatte die CIA allein für ihre Aktivitäten in Chile insgesamt über 13 Millionen US-Dollar aufgewendet.
Bei der Parlamentswahl 1973 steigerte die UP ihren Stimmenanteil noch einmal auf 44 %. Sie verfehlte jedoch die absolute Mehrheit. Gleichzeitig erhielten auch rechte Parteien mehr Stimmen. Sie reichten allerdings auch mit den Stimmen der Christdemokraten nicht aus, um Allende des Amtes zu entheben (nötig sind 2/3). Am 22. August 1973 sprach der Kongress in einer symbolischen Geste Allende das Misstrauen aus. Am 10. September 1973 erklärte sich Allende bereit, durch ein Plebiszit die verfahrene Situation demokratisch zu entscheiden.
Als es im Juli 1973 zu neuen Streiks der Lastwagenfahrer und der Studenten mit Unterstützung weiter Kreise der konservativen Opposition kam, berief Allende weitere hochrangige Offiziere in sein Kabinett – die politische Gesinnung innerhalb des Militärs hatte sich jedoch gewendet. Am 29. Juni 1973 wurde ein (erster) Putschversuch (Tanquetazo genannt) eines Panzerregiments von regierungstreuen Militärs niedergeschlagen. General Prats trat Anfang September 1973 zurück, da er die Unterstützung der Armee verloren hatte. An Stelle des zurückgetretenen Prats ernannte Allende am 25. August 1973 General Augusto Pinochet zum Oberkommandierenden des Heeres.

### Der Putsch vom 11. September 1973

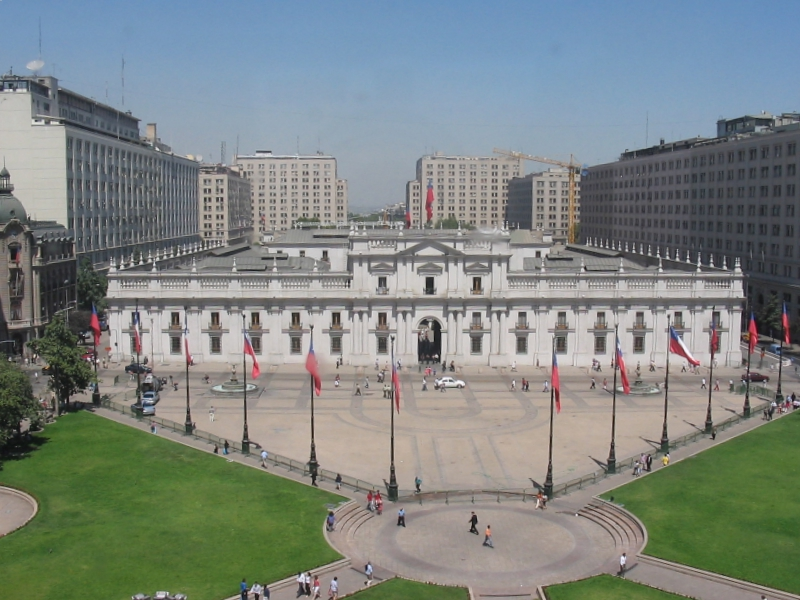
Die Moneda ist inzwischen wieder renoviert

Am 11. September 1973 putschte die Armee unter Augusto Pinochet. Mit Kampfflugzeugen bombardierten sie ab etwa 11:00 Uhr den Präsidentenpalast „La Moneda“. Gegen 14:00 Uhr begann die Armee mit der Erstürmung des Palastes. Nach kurzem Gefecht ordnete Allende die Kapitulation an. Nur er selbst blieb im „Saal der Unabhängigkeit“ zurück und beging dort Suizid. Seine Selbsttötung wurde durch seine Ärzte Patricio Guijón und José Quiroga bezeugt, die den Suizid beobachteten. Neben den beiden überlebenden Ärzten wurden fünf weitere Personen des näheren Umfelds Allendes Augenzeugen seines Suizides.

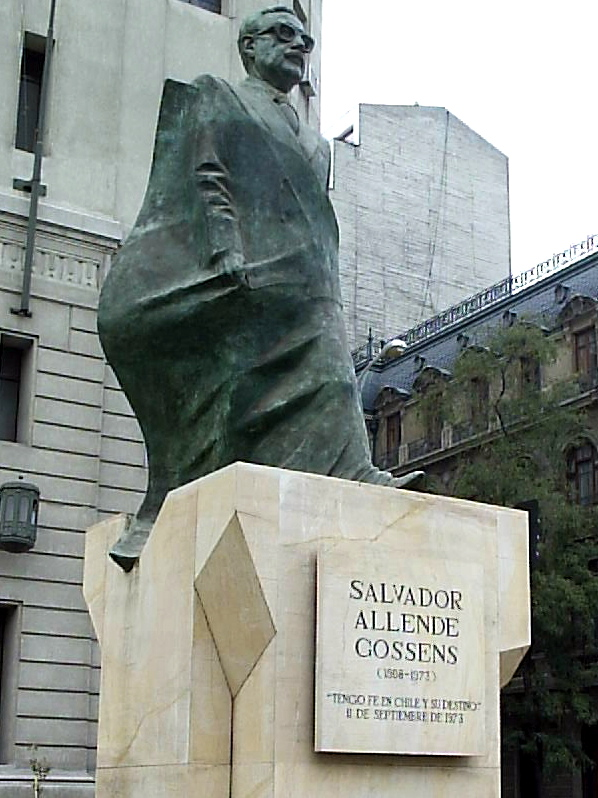
Statue Salvador Allendes neben der Moneda

Trotzdem glaubten einige Anhänger, Allende sei von eingedrungenen Soldaten erschossen worden, die dann einen Selbstmord inszeniert hätten. Im Jahre 1990, nach Ende der Militärdiktatur, wurde der Suizid des Präsidenten durch eine erneute Obduktion bestätigt, deren Ergebnisse im Einklang mit den Aussagen der Augenzeugen sowie des polizeilichen Untersuchungsberichts stehen. Seine Angehörigen (Ehegattin, Tochter) bestätigten diesen Ablauf.
Dennoch wurden immer wieder Zweifel an den Todesumständen geäußert, die am 23. Mai 2011 zu einer Exhumierung von Allendes sterblichen Überresten führten, um endgültig seine Todesursache zu klären. Mitte Juli 2011 gab die chilenische Behörde für Gerichtsmedizin bekannt, dass sich Allende im Zuge des gewaltsamen Umsturzes selbst mit einer Kalaschnikow erschossen habe. Dabei sei die Waffe auf Dauerfeuer gestellt gewesen, weshalb sich insgesamt zwei Schüsse lösten. Es gebe laut dem Ergebnis des internationalen Expertenteams keinerlei Hinweise, dass eine zweite Person in seinen Tod verwickelt gewesen sei. Damit wurden die Aussagen der Augenzeugen erneut bestätigt.
Sämtliche staatlichen Institutionen in Chile waren binnen Stunden vom Militär besetzt. Pinochet setzte die Verfassung sofort außer Kraft, löste den Kongress auf, ordnete eine strenge Zensur an und verbot alle politischen Parteien. Die Judikative blieb allerdings unangetastet. Die Armee und die kasernierten Carabineros de Chile gingen gegen alle vermeintlichen Gegner, Linke, Künstler und Intellektuelle vor. Es kam zu massiven Menschenrechtsverletzungen. Bei Bücherverbrennungen wurden beispielsweise Bücher über Cubismo (Kubismus) verbrannt, weil man dachte, es seien Bücher über Kuba. Die USA erkannte die Militär-Junta nach zwei Wochen an.
In der Erklärung der Putschisten vom 11. September 1973 heißt es

„… erklären die Streitkräfte …
1. Der Präsident (Allende) der Republik hat seine hohen Vollmachten unverzüglich den chilenischen Streitkräften […] zu übergeben.
2. Die chilenischen Streitkräfte sind sich einig in ihrer Entschlossenheit, die verantwortliche historische Mission zu übernehmen und den Kampf für die Befreiung des Vaterlandes vom marxistischen Joch […] zu führen.
3. Die Arbeiter Chiles brauchen nicht daran zu zweifeln, dass der wirtschaftliche und soziale Wohlstand, den sie bis zum heutigen Tage erreicht haben, keine großen Veränderungen erfahren wird.
4. Die Presse, die Rundfunksender und die Fernsehkanäle der Unidad Popular haben von diesem Zeitpunkt an die Verbreitung von Information einzustellen, ansonsten werden sie zu Lande und aus der Luft angegriffen.
5. Die Bevölkerung von Santiago de Chile hat in ihren Häusern zu bleiben, damit der Tod unschuldiger Menschen vermieden wird.“

Ende Oktober 1973 gab die Junta ein „Weißbuch“ heraus, in dem die nach ihrer Ansicht von der Regierung von Salvador Allende verursachten wirtschaftlichen Fehlentscheidungen und vollzogenen Verstöße gegen die Verfassung geschildert werden und behauptet wird, während der „Volksfrontregierung“ seien über 100 Menschen durch politische Gewaltakte ums Leben gekommen. Während nach Angaben der Junta bis Mitte Oktober 1973 durch den Putsch 450 Zivilisten sowie 40 Soldaten und Polizisten getötet worden sein sollen.
Am 17. September 1974 bestätigte US-Präsident Gerald Ford die finanzielle Unterstützung der Opposition durch die CIA gegen die chilenische Volksfrontregierung unter Allende von 1970 bis 1974. Eine Beteiligung am Militärputsch wurde aber offiziell von der US-Regierung dementiert.
Am 11. September 1974 wurde in einer Massendemonstration der Putsch von 1973 im Land gefeiert. Einige Minister der ehemaligen „Volksfrontregierung“ wurden im Zuge der Feierlichkeiten aus der Haft entlassen.

## Militärdiktatur 1973–1990

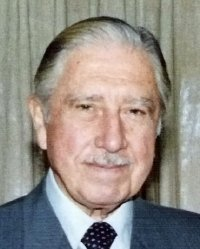
Augusto Pinochet

Nachdem Augusto Pinochet die Macht ergriffen hatte, sagte US-Außenminister Henry Kissinger, dass die Vereinigten Staaten „es nicht getan haben“ (bezüglich des Putsches selbst), aber dass sie „die größtmöglichen Voraussetzungen geschaffen haben“. Veröffentlichte Dokumente zeigen, dass die US-Regierung und die CIA den Sturz Allendes seit 1970 angestrebt hatten (Project FUBELT). Eine direkte Beteiligung am Putsch von 1973 kann durch die bisher veröffentlichten Regierungsdokumente nicht bewiesen werden. Die USA erhöhten im Zeitraum vor dem Putsch ihre Militärhilfe an Chile massiv. Viele relevante Dokumente unterliegen immer noch der Geheimhaltung.
Die Zeit der Militärdiktatur in Chile lässt sich grob in fünf Phasen einteilen. Der von Staatsterror begleiteten Konsolidierung nach dem Putsch (1973–1976) folgte ein wirtschaftlicher Aufschwung und der Höhepunkt der Macht (1977–1981), bis es zu einem schweren Wirtschaftseinbruch und massiven Protesten kam (1982–1983). Dann zeigte das Regime langsam Zeichen der Liberalisierung (1984–1987); 1988–1990 kam es zu einer vom Regime kontrollierten Demokratisierung.

### Augusto Pinochet
Augusto Pinochet wurde am 25. November 1915 in Valparaíso geboren. Er wuchs in bescheidenen Verhältnissen auf und begann seine Ausbildung unmittelbar nach dem Schulabschluss an der Militärakademie Chiles. Im Alter von 21 Jahren war er schon Leutnant und stieg bald weiter auf. 1956 diente er als Militärattaché an der chilenischen Botschaft in Washington. Mehrfach besuchte er in den folgenden Jahren Lehrgänge der US-Armee. Unter Eduardo Frei wurde er Brigadegeneral. Während des Putschversuchs vom Juni 1973 stand Pinochet noch treu zur Regierung, aber die zunehmend desolate Situation Chiles änderte wohl seine Einstellung. Offenbar konnten ihn die Verschwörer in der Armee erst in letzter Minute von der Notwendigkeit des Umsturzes überzeugen. Umso radikaler fiel der Sinneswandel Pinochets aus: „Ich oder das Chaos“ lautete das simple Motto des Generals, dem Präsident Allende bis zuletzt vertraute. Nach dem Putsch der Militär-Junta wird Pinochet Ende Juni 1974 zum „Jefe Supremo de la Junta“ (Obersten Chef der Nation) ernannt, die übrigen Junta-Mitglieder treten Anfang Juli 1974 zurück.

### Staatsterror und Gewalt
Der Rettig-Bericht aus dem Jahr 1993 stellte die Zahl der während der Pinochet-Diktatur aus politischen Gründen gesichert umgekommenen Personen mit 2279 fest, davon 957 Desaparecidos, das heißt nach einer Verhaftung nicht wieder aufgetauchte Menschen. Dazu nennt der Bericht eine Dunkelziffer von zusammen mehr als 1000 Schicksalen, die nicht klar als politische Morde erwiesen oder wegen fehlender Daten nicht untersucht werden konnten. Geschätzt wurden während der Diktatur insgesamt bis zu 4000 Opfer ermordet, der größte Teil davon in den Wochen nach dem Putsch.

#### Terror und Gewalt nach dem Putsch
Im Nationalstadion von Santiago und an anderen Sammelplätzen, darunter oft in Hochschulen, wurden die Opfer interniert, viele von ihnen in Folterlager verbracht, misshandelt und häufig getötet. Die Folterungen fanden unmittelbar nach dem Putsch in Kasernen sowie zum Teil auf Schiffen statt, die von der Marine requiriert wurden; später unter anderem im Estadio Nacional de Chile, im Estadio Chile und in der Villa Grimaldi. Etliche Menschen verschwanden spurlos und auf bis heute ungeklärte Weise. Die Leichen der Ermordeten wurden unter anderem mit Puma-Hubschraubern aufs Meer hinaus geflogen und in den Pazifik geworfen, zwischen 1973 und 1978 verschwanden mindestens 400 Oppositionelle auf diese Weise. Etwa 20.000 Menschen flohen noch 1973 ins Ausland. Insgesamt wanderten während der Militärdiktatur eine Million Chilenen aus.
Als Todeskarawane erlangte ein Exekutionskommando unter Kommandant Arellano Stark traurige Berühmtheit. Als Pinochet persönlich unterstellter und später zum General ernannter Offizier ermordeten er und seine Soldaten im ganzen Land 72 bereits verhaftete Regimegegner.
In den dünn besiedelten Wüstengebieten im Norden Chiles und in Patagonien errichtete das Militär Konzentrationslager, wo Oppositionelle und deren Sympathisanten nicht selten zu Tode gefoltert wurden. Es kam unter einigen Offizieren zu makabren Wettstreiten um die größten Grausamkeiten.
Für die Zeit unmittelbar nach dem Putsch sind die Berichte über die begangenen Verbrechen oft lückenhaft oder fehlen ganz. Etwa ab 1976 sind die Verbrechen dagegen relativ gut dokumentiert. Die Schätzungen über die Opferzahlen variieren deshalb sehr stark.
Nach den bürgerkriegsähnlichen, von unglaublicher und massenhafter Gewalt seitens der Militärs geprägten Wochen nach dem Putsch mit Tausenden Toten ging das Regime in den nächsten Jahren dazu über, die politische Opposition auszuschalten. Hunderte Menschen wurden entführt, gefoltert oder „auf der Flucht erschossen“. Tausende wurden zwangsweise des Landes verwiesen oder in abgelegene Landesteile im Norden oder Süden verbannt. Nach 1977 war praktisch jeder Widerstand ausgeschaltet, alle Gegner ermordet, im Ausland oder eingeschüchtert. Auch bedingt durch den Wirtschaftsboom nahm das Ausmaß der Repression etwas ab.

#### Die Zweite Welle der Repression
Mit der Wirtschaftskrise 1982/83 kam es zu massiven Protesten, in deren Folge erneut massiv gegen Oppositionelle vorgegangen wurde. So wurden während der Protesttage 1983 und 1984 55 Menschen erschossen, Demonstranten und Unbeteiligte, zum Teil aus fahrenden Autos heraus. In den folgenden Jahren wurden 100.000 Menschen aus politischen Gründen festgenommen, davon ca. 40.000 bei Demonstrationen. 1982 wurde der Führer der Gewerkschaftsbewegung, Tucapel Jiménez, ermordet.
Die willkürliche Gewalt, Hausdurchsuchungen und Militäreinsätze in den poblaciones (Armenvierteln) Santiagos nahmen immer größere Ausmaße an. Hier kämpfte die linksgerichtete Stadtguerilla Movimiento de Izquierda Revolucionaria (MIR) gegen die Diktatur. Im Laufe der 1980er Jahre wurden mindestens 84 Oppositionelle „bei bewaffneten Auseinandersetzungen“ erschossen. Zwar nahm die Zahl der Verschwundenen ab, Folterungen von Regimekritikern blieben jedoch an der Tagesordnung. Traurige Berühmtheit erlangten die 1986 erschossenen Brüder Vergara Toledo und die Jugendlichen Rodrigo Rojas und Carmen Quintana, die von Militärs bei lebendigem Leibe angezündet wurden, wobei Rojas starb.

#### Repressionsapparat
Während im ersten Jahr vor allem die vier regulären Teilstreitkräfte (Heer, Marine, Luftwaffe, Carabineros) für die Morde, Entführungen und Folterungen verantwortlich waren, wurde im Juni 1974 eine Geheimpolizei gegründet, die als spezialisierte Organisation für solche Operationen eingesetzt wurde. Die Dirección de Inteligencia Nacional (DINA) war verantwortlich für Verhaftungen, Verfolgungen sowie für die Hunderte Desaparecidos (Verschwundenen) der folgenden Jahre. Zum Leiter wurde der Oberst Manuel Contreras ernannt, dessen Identität geheim gehalten wurde. Die DINA soll bis zu 9300 Agenten und zwischen 20.000 und 30.000 Informanten unterhalten haben. Zahlreiche Agenten, Folterer und Mörder waren an der US-amerikanischen School of the Americas ausgebildet worden. Es gab auch mehrfach Kooperationen mit der CIA. Die Institution wurde in den nächsten Jahren immer stärker von Offizieren aus dem Heer dominiert, während die Luftwaffe ihr Personal schrittweise abzog. Sie entwickelte sich auch zu einem persönlichen Machtinstrument Pinochets, das dieser auch gegen interne Rivalen einsetzte. Im August 1977 wurde die DINA nach internationalem und internem Druck aufgrund der Ermordung von Orlando Letelier aufgelöst und durch das Centro Nacional de Informaciones de Chile (CNI) ersetzt. Pinochet, der den Mord an Letelier persönlich angeordnet hatte und zeitweilig auch den eigenen Geheimdienstchef als Mitwisser töten lassen wollte, gestand doppelzüngig ein, die DINA habe ihre Grenzen zuweilen überschritten. Kurz vor dem Übergang zur Demokratie wurde das CNI in den Heeresgeheimdienst Dirección de Inteligencia del Ejército (DINE) überführt. Während der zweiten Repressionswelle ab 1983 wurde die Gewalt oft von parastaatlichen Organisationen ausgeübt, die sich aber häufig aus Militärangehörigen zusammensetzten. Beispiele sind die Acción Chilena Anticomunista (in Anlehnung an die argentinische Alianza Anticomunista Argentina), die Frente Nacionalista de Combate und das Comando 11 de Septiembre.

#### Operación Condor
Unter dem Codenamen Operation Condor arbeiteten in den 1970er und 1980er Jahren die Geheimdienste von sechs südamerikanischen Ländern zusammen, um so genannte „subversive“ Personen, normalerweise linke Regimegegner und andere Oppositionelle, weltweit zu verfolgen. Auch der chilenische Geheimdienst verfolgte die Gegner des Regimes im Ausland. 1974 wurde der emigrierte chilenische General Carlos Prats, der ein Gegner des Militärputschs gewesen war, in Buenos Aires durch eine Autobombe getötet; 1975 entging der christdemokratische Ex-Minister Bernardo Leighton nur knapp einem Attentat in Rom; und 1976 tötete eine Autobombe den Außenminister der Regierung Allende, Orlando Letelier, in Washington. Die Anschläge wurden erwiesenermaßen von der chilenischen Geheimpolizei DINA beauftragt und von ehemaligen CIA- und DINA-Agenten ausgeführt.

### Pinochets Wirtschaftspolitik
Mit dem Putsch von Augusto Pinochet 1973 wurde zunächst unter extremen sozialen Kosten wie Armut, Repression und Unterdrückung die Inflation erfolgreich gesenkt. Unterstützt wurde dies vom Wohlwollen des westlichen Auslands: schon wenige Tage nach dem Staatsstreich war in der Frankfurter Allgemeine Zeitung zu lesen: „Chile: jetzt investieren!“. Schon kurz nach der Machtübernahme Pinochets begannen auch die USA wieder, Chile intensiv mit Wirtschaftshilfe zu unterstützen. Auf amerikanischen Druck waren auf einmal auch internationale Organisationen wieder bereit, Chile Kredite zu gewähren. Nach Angaben des IWF stieg die chilenische Auslandsverschuldung Ende 1973 auf 3,4 Milliarden US-Dollar. Mit den Mitgliedern des „Pariser Clubs“ (darunter auch die Bundesrepublik Deutschland) wurde ein Umschuldungsabkommen getroffen. Die Lebenshaltungskosten stiegen 1973 auf über 500 %, bis Juli 1974 weiter um 176 %.
Nach einem Besuch des amerikanischen Ökonomen Milton Friedman in Chile im Jahre 1975 gewann die marktliberale Strömung innerhalb des Regimes die Oberhand über eher nationalistisch-populistische Tendenzen. Die zahlreichen Chilenen und Ausländer, die Pinochet als Wirtschaftsberater aus den USA holte, vertraten die radikale marktliberale Linie des Monetarismus, die zu der breiteren Strömung des Libertarismus zählt; viele von ihnen kamen aus dem Umfeld von Milton Friedman von der University of Chicago, daher ihre Bezeichnung Chicago Boys. Die Regierung setzte ein umfassendes Liberalisierungs- und Privatisierungsprogramm durch: Bis 1979 wurden 20 % der Staatsbediensteten entlassen und der Staatshaushalt um die Hälfte zusammengestrichen. Davon profitierten die Investoren, weil die Zölle und Steuern stark sanken. Die Wirtschaftspolitik setzte auf Privatinitiativen und entzog weite Teile des Gesundheitswesens und der Bildung der staatlichen Verantwortung. Die Verstaatlichung der Kupferindustrie hielt Pinochet allerdings aufrecht. Aus den Einnahmen der Kupfergesellschaften wird bis heute das chilenische Militärbudget finanziert.
Die Einleitung neoliberaler Wirtschaftsformen führte zwar zum Rückgang der Inflation und 1977 bis 1980 zu einem Wirtschaftsaufschwung, jedoch folgte 1982/83 eine gravierende Rezession, zurückzuführen auf die globale Wirtschaftskrise. Als Folge der rigorosen Wirtschaftspolitik klafften die Unterschiede zwischen Arm und Reich in Chile wieder deutlicher auseinander und breite Bevölkerungsschichten verarmten. Ab Mitte der 1980er Jahre profitierte die Volkswirtschaft insgesamt von hohen Wachstumsraten.
Die Ausgaben für Bildung fielen zwischen 1982 und 1989 real um 27 %. Heute ist Chile (wie auch fast alle anderen Staaten des Kontinents) im High-Tech-Bereich asiatischen Schwellenländern weit unterlegen.

### Auf dem Höhepunkt der Macht
Von 1977 bis 1981 wuchs die Wirtschaftsleistung Chiles um 46 %, die Inflation sank aus dem dreistelligen Bereich auf 20 % und die Arbeitslosenquote stabilisierte sich bei 15 %. Die radikalen Reformen schienen Erfolg zu haben.
Bedingt durch die wirtschaftliche Entspannung, vor allem aber durch die massive Repression der letzten Jahre, wurde der Widerstand gegen das Regime schwächer. Zahlreiche Oppositionelle waren ermordet worden oder ins Exil geflohen, und die, die noch im Land waren, waren vor allem damit beschäftigt, sich vor Pinochets Unterdrückungsapparat zu verstecken.
Auf dem Höhepunkt seiner Macht wollte der Diktator eine neue Verfassung verabschieden. 1978 hielt Pinochet ein Referendum ab, das ihn im Amt bestätigen sollte. Er erhielt etwa 75 % Zustimmung, die Abstimmung fand allerdings unter großem Druck statt, so dass man nicht von einer freien Wahl sprechen kann. Pinochet lockerte in der Folgezeit die Diktatur: Zivilisten erhielten Zutritt in das Kabinett und 1980 wurde – unter der Federführung des konservativen Ex-Präsidenten Jorge Alessandri – eine neue Verfassung geschrieben und per Volksabstimmung abgesegnet, die aber wieder unter großem Druck der Staatsmacht abgehalten wurde. 67 % der Chilenen nahmen angeblich die Verfassung an. Die neue Verfassung legitimierte Pinochets umfassende Machtbefugnisse und gestand ihm eine weitere Amtszeit als Präsident zu, die bis 1989 gelten sollte.

### Die Wirtschaftskrise 1982
1981 wertete die Regierung die nationale Währung um 35 % auf, um Importe zu verbilligen und ausländische Kapitalanleger anzulocken. Der überhöhte Wechselkurs verteuerte schlagartig die Exporterzeugnisse. Die Produktion sank erheblich und die Volkswirtschaft geriet in eine Krise.
Mit der weltweiten Rezession von 1982 und dem Verfall der Kupferpreise geriet Chiles wirtschaftspolitischer Kurs ins Schlingern. Das Land war im Ausland hoch verschuldet. Mit einem harten Sanierungsprogramm, Lohnkürzungen im öffentlichen Dienst und dem Kürzen von Nahrungsmittelsubventionen steuerte die Regierung dagegen. Ein Drittel der Bevölkerung war unterernährt, Chile hatte rund 25 % Arbeitslose und über 50 % lebten unter der Armutsgrenze.
Die harte Wirtschaftspolitik erregte Proteste. 1982 kam es in vielen chilenischen Städten zu „Hungermärschen“ und Protesttagen (Días de protesta). Ihre Forderung lautete: „Brot, Arbeit, Gerechtigkeit und Freiheit“. Viele Beobachter rechneten mit einem Sturz Pinochets. Doch durch die Ausrufung des Ausnahmezustandes 1983 konnten die Proteste unter Kontrolle gebracht werden.

### Vorsichtige Liberalisierung
Nach der wirtschaftlichen Stabilisierung ab 1983 und dem folgenden Aufschwung begannen auch erste Schritte der Liberalisierung. Die Wirtschaftspolitik wurde pragmatischer und die Repression weniger stark. Dieser Prozess wurde jedoch häufig unterbrochen oder sogar rückgängig gemacht.
Aus den Selbsthilfeorganisationen in den poblaciones entwickelten sich eine Reihe von politischen Gruppierungen, die gegen die Diktatur kämpften. Es kam zu einer Welle von Bombenanschlägen in den großen Städten, vor allem gegen hochrangige Offiziere. Nachdem 1986 gar ein Mordanschlag, organisiert von einer Schweizerin, an Pinochet verübt wurde, verschärfte die Regierung innenpolitische Repressionen erneut.
Auch die Lage im Ausland änderte sich seit den frühen 1980er Jahren. Die Militärdiktaturen in Brasilien und in Argentinien wurden durch Demokratien abgelöst, der Kalte Krieg begann sich in Glasnost und Perestroika aufzulösen und die US-Außenpolitik achtete seit der Iran-Contra-Affäre zunehmend auf die Menschenrechtssituation in von ihr unterstützten Regimen.

### Konflikte mit Argentinien
Beagle-Konflikt1977 erklärte Argentinien das Urteil des gemeinsam aufgerufenen Schiedsgerichts im Beagle-Konflikt für null und nichtig und brachte beide Länder mit Operation Soberanía wegen der Inseln Picton, Nueva und Lennox an den Rand eines Krieges. Der Streit wurde erst durch Vermittlung des Vatikans mit dem Freundschafts- und Friedensvertrag von 1984 zwischen Chile und Argentinien beigelegt, bei dem alle drei Inseln Chile zugesprochen wurden.
FalklandkriegWährend des Falkland-Krieges 1982 unterstützte Chile Großbritannien passiv gegen Argentinien, aufgrund der im Jahr 1978 vorausgegangenen Drohungen Argentiniens, in Chile einzufallen. Nach einer gescheiterten Mission auf argentinisches Territorium musste ein britischer Hubschrauber nahe Punta Arenas notlanden. Drei Mitglieder seiner Besatzung ergaben sich den chilenischen Behörden und wurden unter Auflagen nach Großbritannien deportiert. Des Weiteren half Chile Großbritannien mit Radar- und Spionagetätigkeiten. Der chilenische Luftwaffenchef Fernando Matthei bestätigte später die geheime Kooperation.
GrenzziehungSeit den 1980er Jahren schwelte zwischen den beiden Staaten ein Konflikt um die Grenzziehung in Patagonien am Fitz-Roy-Massiv. 1985 gründete die argentinische Regierung extra das Dorf El Chaltén, um ihren Anspruch zu untermauern. Eine gemeinsame Kommission legte die Grenzen erst zehn Jahre später fest, am 16. Dezember 1998. Es bleibt bis heute nur noch ein kleiner undefinierter Abschnitt im Bereich des Campos de Hielo Sur (südliche Eisfelder) übrig. Dieser Bereich beherbergt eines der größten Süßwasserreservoirs Südamerikas.

### Übergang zur Demokratie
Mit dem wirtschaftlichen Aufschwung der 1980er Jahre beruhigte sich Chile auch politisch wieder. Ab 1987 durften politische Parteien wieder arbeiten. Am 5. Oktober 1988 stimmte bei einer von der Verfassung vorgesehenen Volksabstimmung nach offiziellen Angaben eine Mehrheit von 78,39 Prozent für eine weitere (achtjährige) Amtszeit Pinochets. Erst als bemerkt wurde, dass aufgrund der Bedrohungen von Amtspersonen die Abstimmungsresultate beeinflusst wurden, wurde am 17. Oktober 1988 die Abwahl Pinochets bekannt gegeben. Wie sich herausgestellt hatte, waren bei der ersten Abstimmung 55,99 Prozent gegen eine Wiederwahl Pinochets gewesen. Nach der neuen Abstimmungsrunde mit einer Mehrheit von nun 67,85 % wurde gegen eine erneute Amtszeit Pinochets entschieden.:26–32
Die Regierung beugte sich dem Votum: Am 14. Dezember 1989 fanden freie Präsidentschaftswahlen in Chile statt. Die Kandidaten der Rechten, Finanzminister Hernán Büchi und Francisco Javier Errázuriz erhielten nur 29,4 Prozent beziehungsweise 15,4 Prozent der Stimmen. Bei einer außerordentlich hohen Wahlbeteiligung von 90 Prozent erhielt der Christdemokrat Patricio Aylwin vom Parteienbündnis Concertación, einem breiten Mitte-links-Bündnis aus Christdemokraten, Liberalen, Sozialdemokraten und Sozialisten, 55,2 Prozent der Stimmen. Am 11. März 1990 trat Aylwin das Amt an.
Diese Zeit nutzte Pinochet, um seinen Rückzug geordnet durchzuführen, das neoliberale Wirtschaftsmodell zu sichern, Freunde und Unterstützer in einflussreiche Positionen zu hieven und nicht zuletzt auch für sein persönliches Wohl in der Demokratie zu sorgen. Zu Hilfe kam ihm dabei, dass die Verfassung von 1980 schon darauf zugeschnitten war und durch eine Reform am 30. Juli 1989 nur geringfügig geändert wurde.
Pinochets neoliberale Wirtschaftspolitik und die innenpolitische Stabilität nach den bürgerkriegsähnlichen Zuständen der Allende-Jahre imponierte vielen konservativen Politikern (darunter Franz Josef Strauß und Margaret Thatcher), aber auch einem Teil des chilenischen Volkes. Die Meinung der Chilenen ist tief gespalten; die einen sehen in Pinochet einen Diktator, der Freiheit und Gerechtigkeit bekämpfte, die anderen loben ihn als Retter des Vaterlandes vor dem kommunistischen Chaos.

## Chile in der Demokratie

### Die Präsidentschaft Aylwins 1990–1994

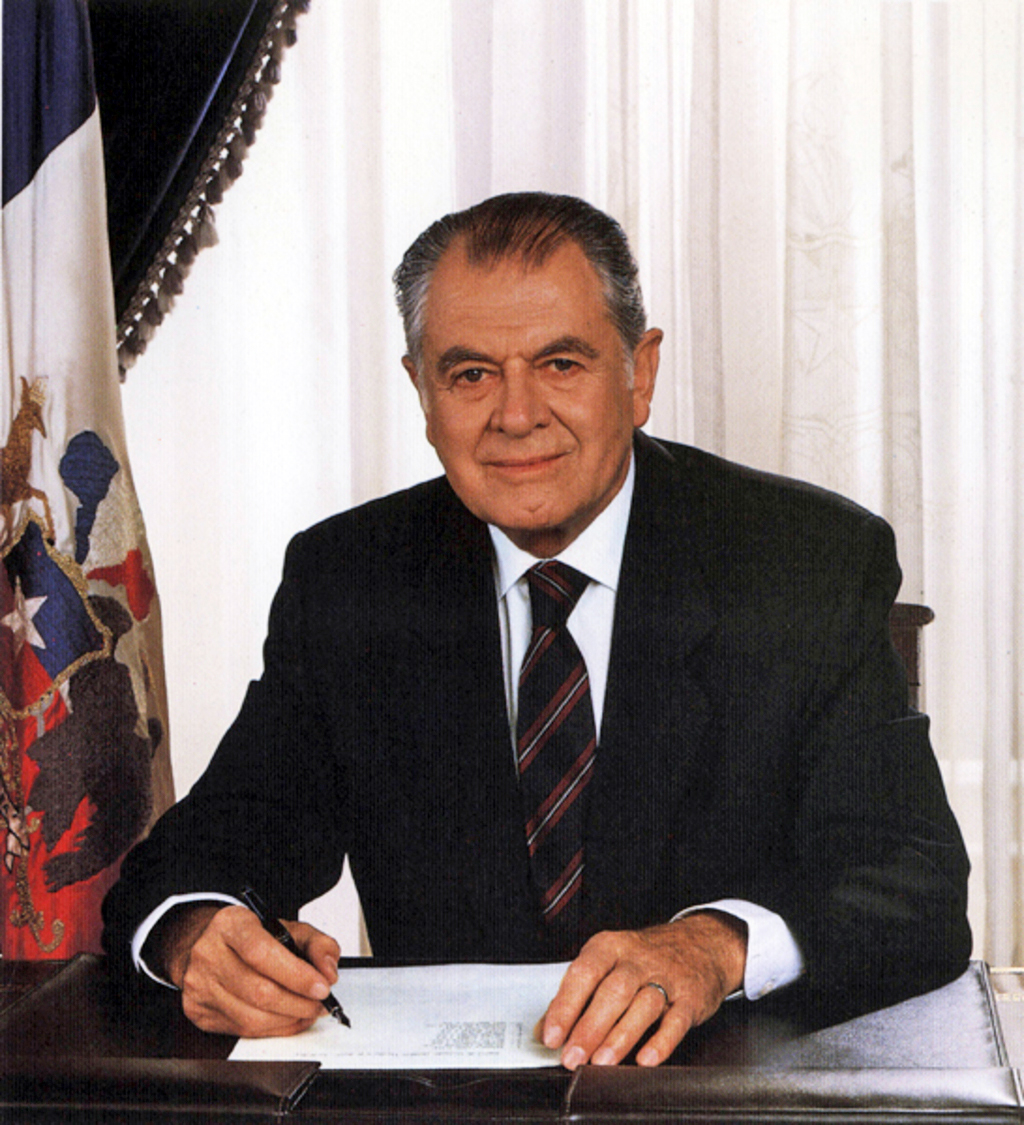
Patricio Aylwin, Präsident 1990–1994

Patricio Aylwin wurde 1918 in Viña del Mar geboren. Schon in den 1960er Jahren war er Vorsitzender der sozialliberalen Christdemokraten und saß im Senat, dessen Vorsitz er während der Regierungszeit Allendes innehatte. Er hatte die Regierung Pinochet 1973 mit anfänglicher Sympathie begleitet, sich dann aber angesichts der Menschenrechtsverletzungen der Opposition angeschlossen und sich 1980 gegen die Verfassungsreform ausgesprochen. Er sorgte dafür, dass die Partido Democrático Cristiano, obwohl verboten, zur größten Oppositionspartei Chiles wurde. 1990 wurde er vom Mitte-links-Bündnis Concertación unterstützt und gewann deutlich gegen seine rechten Konkurrenten Hernán Büchi und Francisco Javier Errázuriz.
Am 6. Dezember 1990 besuchte US-Präsident George H. W. Bush das Land und gab die Aufhebung des seit 1976 geltenden US-Waffenembargos bekannt.
Am 3. Februar 1991 ordnet Präsident Aylwin die Auflösung der Colonia Dignidad (Villa Baviera) an, deren Vermögen wurde einer kirchlichen Organisation übertragen.

#### Wahrheitskommission
Nach seiner Amtsübernahme im März 1990 begann Patricio Aylwin sofort mit Versuchen, die Macht der Militärs einzudämmen und Menschenrechtsverletzungen aufzudecken. Allerdings hatte er dabei so gut wie keinen Erfolg. Grund war zum einen die große Autonomie des Militärs, zum anderen die von Pinochet-Treuen besetzten Gerichte und zum dritten die rechten Parteien, die jede Verfassungsreform sofort abblockten. Zur Aufarbeitung der Menschenrechtsverletzungen wurde eine achtköpfige Wahrheitskommission (Comisión de Verdad y Reconciliación nacional (Wahrheit und Versöhnung) oder Rettig-Kommission) eingesetzt. Sie wurde zwar vom Militär heftig kritisiert, hatte aber keine Ermittlungserlaubnis, durfte keine Namen von Tätern veröffentlichen und so kam es auch zu keiner einzigen Anklage. Außerdem wurden nur Menschenrechtsverletzungen verfolgt, „die das Zusammenleben am schwersten beeinträchtigen“. Folter fiel offensichtlich nicht in diese Kategorie, ermittelt wurde nur bei Mord und Verschwindenlassen. Immerhin veröffentlichte sie die biographischen Daten von 2279 Opfern (davon 2147 Tote), deren Schicksal endlich (von der Regierung, nicht vom Militär) anerkannt wurde. Außerdem entschuldigte sich Aylwin öffentlich und bot eine Entschädigungszahlung von etwa 200 $ im Monat. 1996 kam eine aktualisierte Version des Abschlussberichtes heraus. Die Zahl der Todesopfer beträgt nun mindestens 3197, darunter 1102 „Verschwundene“. Ein Großteil der Verbrechen fiel noch unter eine noch von den Militärjunta verfügte Amnestie für den Zeitraum von 1973 bis 1978.

#### Machtkampf mit den Militärs
Beim Machtkampf mit den Militärs um politischen Einfluss und die Unterordnung der Militärs unter die zivile Regierung konnte der Präsident nur durch Tricks Erfolge verbuchen. Die finanzielle Autonomie des Militärs konnte Aylwin zwar nicht ändern, aber er genehmigte als Verteidigungsbudget immer nur gerade so viel, wie gesetzlich als Mindesthöhe vorgeschrieben war. So sank der Militärhaushalt als Anteil am BIP in seiner Amtszeit etwa auf die Hälfte des Wertes von 1988, obwohl er in absoluten Zahlen noch anstieg (in Höhe der Inflation). Auch die personelle Autonomie konnte der Präsident trickreich untergraben: Zwar konnte er keine Auswahl bei den Beförderungen treffen, doch konnte er sein Veto einlegen und so die Beförderung von Offizieren, die in Verbrechen verwickelt waren, verhindern.
Im Mai 1995 verurteilte der Oberste Gerichtshof General Manuel Contreras, Chef des Geheimdienstes DINA, und seinen Stellvertreter zu 7 beziehungsweise 6 Jahren Haft. Die Straftat war die Anordnung der Ermordung des exilierten Ex-Außenministers Orlando Letelier in Washington im September 1976. (Dieser Fall ist der einzige, der auf US-Druck von Anfang an vom Amnestiegesetz von 1978 ausgenommen war.)

#### Wirtschaftspolitik
Unter den Präsidenten Patricio Aylwin und Eduardo Frei Ruiz-Tagle erlebte Chile die stärkste Prosperitätsphase der Geschichte mit einem Wirtschaftswachstum von 7 % pro Jahr.:16 Auch sorgten Sozialprogramme dafür, dass die Armut – vor allem extreme Armut (im Sinne der CEPAL, also Hunger) – stark zurückging. Allerdings erreichten die Sozialreformen keine gerechtere Einkommensverteilung.

### Die Präsidentschaft Freis 1994–2000

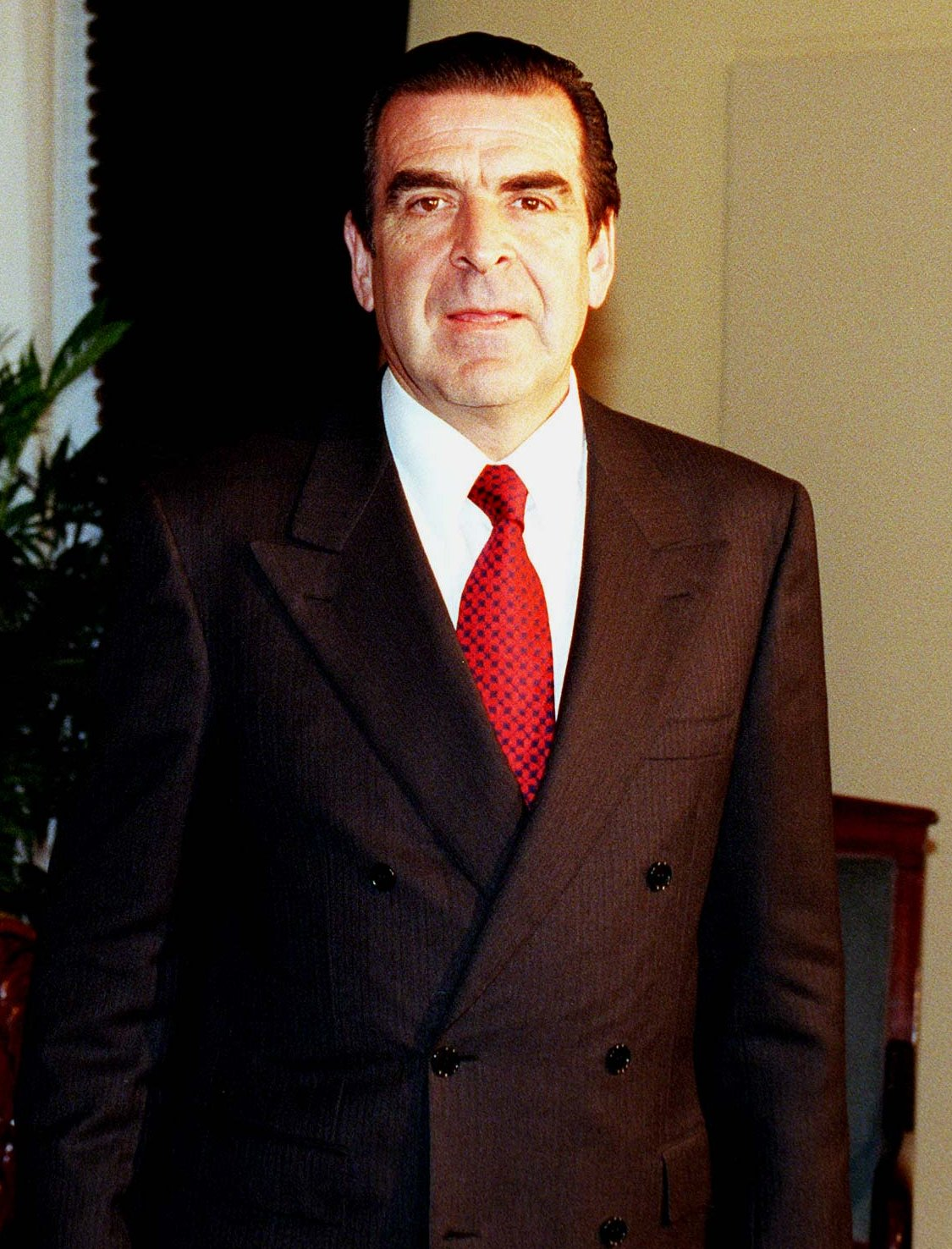
Eduardo Frei

Nach einer verkürzten Legislaturperiode gewann die Concertación im März 1994 erneut die Präsidentschaftswahlen. Spitzenkandidat war der Christdemokrat Eduardo Frei Ruiz-Tagle. Frei wurde 1942 in Santiago geboren und war studierter Ingenieur. Sein Vater Eduardo Frei Montalva war Präsident Chiles von 1964 bis 1970. Bei den Präsidentschaftswahlen vom 11. Dezember 1993 erhielt Frei 57,9 % der Stimmen, sein konservativer Gegenkandidat Arturo Alessandri (dessen Vater Jorge Alessandri ebenfalls ein früherer chilenischer Präsident war) unterlag mit 24,3 % der Stimmen. Am 11. März 1994 wurde Eduardo Frei als Nachfolger von Patricio Aylwin zum Präsidenten vereidigt.
Im Januar 1993 kam der ehemalige DDR-Staatsratsvorsitzende Erich Honecker nach Santiago, wo seine Tochter lebte. Er starb im Mai 1994.

#### Die Causa Pinochet
Im Mittelpunkt des Weltinteresses stand Chile im September 1998. Ex-Diktator Augusto Pinochet war am 10. März 1998 im Alter von 82 Jahren als Oberbefehlshaber des chilenischen Militärs zurückgetreten. Im September 1998 wurde er in London, wo er sich medizinisch behandeln ließ, verhaftet. Der spanische Untersuchungsrichter Baltasar Garzón veranlasste nach Hinweisen des Juristen Juan Garcés einen internationalen Haftbefehl, um Pinochet für Verbrechen an spanischen Staatsbürgern in den Tagen nach dem Putsch von 1973 zur Verantwortung zu ziehen. Pinochet wurde in London unter Hausarrest gestellt, seine Ärzte bescheinigten ihm aufgrund seines Alters Verhandlungsunfähigkeit. Ein langwieriges Tauziehen über die Verhandlungsfähigkeit des Ex-Diktators begann. Nach 17 Monaten durfte er im März 2000 nach Santiago zurückkehren.
Am 3. März 2000 kehrte Pinochet nach Chile zurück und wurde mit militärischen Ehren empfangen. Menschenrechtsgruppen und die Angehörigen der Opfer von Pinochets Diktatur antworteten mit Protesten und Mahnwachen, allerdings gab es auch Solidaritätskundgebungen mit mehreren hundert Teilnehmern. Zwei Tage später entzog das Berufungsgericht in Santiago auf Antrag des Ermittlungsrichters Juan Guzmán Tapia mit 13:9 Stimmen Pinochet seine Immunität. Es ging um die so genannte „Todeskarawane“, den Mord an 75 Regimegegnern im Oktober 1973, von denen 18 Leichname noch nicht aufgetaucht waren und die deshalb nicht unter das Amnestiegesetz von 1978 fielen. Eine Spezialeinheit der Armee unter dem Kommando des Generals Arellano Stark, dem Delegierten Pinochets, hatte die Menschen ermordet.
Am 1. Dezember 2000 – inzwischen war der Sozialist Lagos als Präsident gewählt worden – leitete Guzmán überraschend das Verfahren ein. Am 5. Januar 2001 veröffentlichte das Militär einen Bericht, in dem es erstmals das Schicksal der Verschwundenen untersuchte (allerdings nur von 200 von mehr als 1100): Angeblich wurden von den 18 Leichnamen 17 über dem Meer abgeworfen, was sich allerdings nicht belegen ließ. Die Militärs verlangten trotzdem die Einstellung nach dem Amnestiegesetz.
Die Anwälte setzten trotzdem weiter auf die Prozessunfähigkeit. Am 18. Januar attestierte ein Ärzteteam „subkortikale, gefäßbedingte Demenz“ – in Chile (anders als in Großbritannien) zu wenig für eine Verfahrensunfähigkeit. Am 29. Januar erhob Guzmán Anklage und löste eine Solidaritätswelle unter Generälen und RN- und UDI-Politikern aus. Am 12. März kam Pinochet gegen eine Kaution von 2.000.000 Pesos (etwa 3500 Euro) frei. Im Juli 2001 erklärte ein Gericht Pinochet für nicht verhandlungsfähig. Damit war das endgültige Ende der juristischen Verfolgung Pinochets wegen Menschenrechtsverletzungen beschlossen. Allerdings bedeutete dies gleichzeitig das Ende der politischen Karriere als Senator auf Lebenszeit. Am 15. September 2005 wurde die Aufhebung der Immunität von Pinochet durch das Oberste Gericht bestätigt.

### Die Präsidentschaft Ricardo Lagos 2000–2006

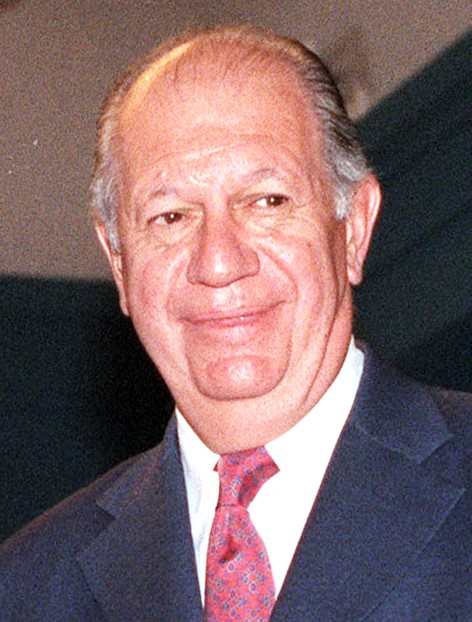
Ricardo Lagos

Ricardo Lagos Escobar wurde 1938 in Santiago geboren und studierte Jura in Chile und den USA. Er arbeitete für die Vereinten Nationen und nach seiner Rückkehr nach Chile 1978 (er war 1973 geflohen) für den Internationalen Währungsfonds. Mitte der 1980er Jahre wurde Lagos unumstrittener Führer der demokratischen Opposition Concertación, verzichtete dann aber 1990 als Sozialist auf eine Spitzenkandidatur. 1993 verlor er bei den Vorwahlen gegen Frei. Seit 1990 bekleidete Lagos Ministerämter. 1999 wurde Lagos Präsidentschaftskandidat, nachdem er bei den Vorwahlen seinen Kontrahenten, den Christdemokraten Andrés Zaldívar geschlagen hatte. Bei den Wahlen im Dezember kam es zu keiner absoluten Mehrheit, in einer Stichwahl im Januar 2000 schlug er seinen Gegner Joaquín Lavín von der extrem rechten UDI mit knappen 51,3 % der abgegebenen Stimmen und wurde nach Allende der zweite sozialistische Präsident Chiles.

#### Folter-Kommission
Am 30. November 2004 veröffentlichte die staatliche chilenische Comisión Nacional sobre Prisión Política y Tortura (etwa: Nationale Kommission über politische Verhaftungen und Folter) unter Vorsitz von Weihbischof Sergio Valech ihren Bericht über die Gräueltaten des Pinochet-Regimes, die nicht von der Rettig-Kommission untersucht worden waren: Folter. In dem Bericht wird belegt, dass Menschen einfach aufgrund des Verdachts „links“ zu sein, von der Geheimpolizei verschleppt, gefoltert und getötet wurden. Es wird ebenfalls belegt, dass die Folterungen regimeweit eingesetzt wurden und keinesfalls Ausnahmen waren: sämtliche Teilstreitkräfte der Armee und alle Sicherheitsorgane – Polizei und Geheimdienste – waren beteiligt. Ebenso legt der Report dar, dass die Foltermethoden im Laufe der Zeit ständig weiterentwickelt wurden. Als Reaktion auf den Bericht hat erstmals ein hoher Militär – der Oberbefehlshaber der Luftwaffe – eine systematische Schuld des Militärs eingestanden.

#### Verfassungsreform
Im Jahre 2005 gelang es, durch eine umfassende Verfassungsreform zahlreiche Vorrechte des Militärs und undemokratische Elemente zu beseitigen.

### Präsidentschaft Michelle Bachelet 2006–2010
Nach der Wahl im Dezember 2005 erreichte kein Kandidat die erforderliche absolute Mehrheit. Am 15. Januar 2006 gewann Michelle Bachelet vom Mitte-links-Bündnis Concertación de Partidos por la Democracia die Stichwahl mit 53,5 % der Stimmen gegen Sebastián Piñera. Sie war die erste Präsidentin Chiles. Wenige Monate nach ihrem Amtsantritt kam es zu massiven Schülerprotesten mit Demonstrationen und Schulbesetzungen. Die Protestierenden forderten die Abänderung eines zu Ende der Militärdiktatur erlassenen Bildungsgesetzes sowie die Abschaffung von Prüfungsgebühren. Die Regierung verurteilte die Proteste zunächst, berief aber schließlich eine Reformkommission ein und versprach, die Forderungen umzusetzen. Ein hochrangiger Polizeibeamter wurde wegen des gewalttätigen Vorgehens von Spezialkräften gegen Demonstranten entlassen.

### Präsidentschaft Sebastián Piñera 2010–2014

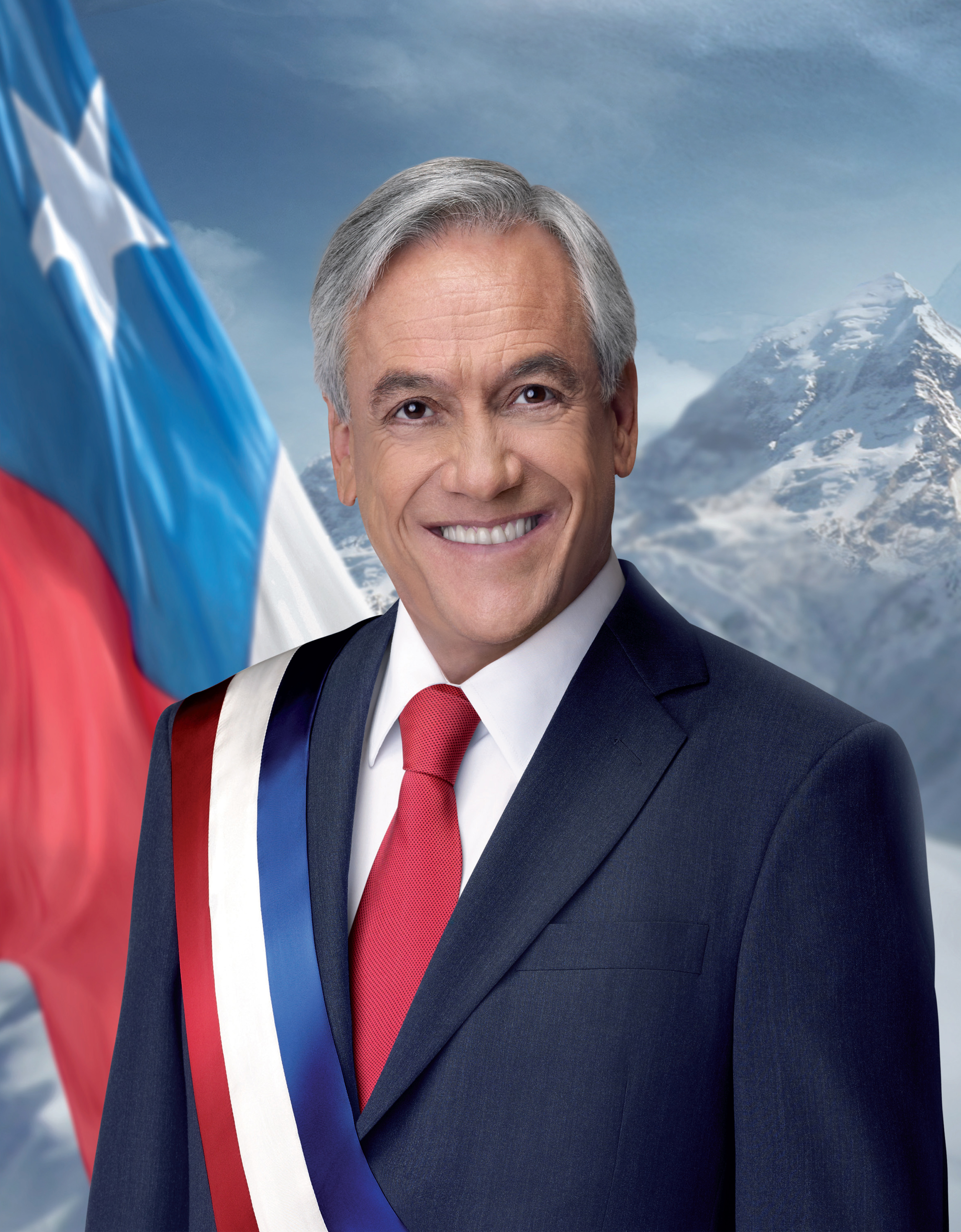
Sebastián Piñera

#### Proteste 2011
Bei den Protesten in Chile 2011 forderten Schüler, Studenten und Arbeiter soziale Reformen im Land. Es waren die größten Proteste in Chile seit seiner Rückkehr zur Demokratie 1989. Die Bewegung wurde von Studentenorganisationen und Gewerkschaften getragen, jedoch solidarisierten sich auch Lehrer, Professoren und Eltern. Zeitweise demonstrierten über 250.000 Studenten.
Die Proteste begannen Ende Mai mit der Besetzung von Teilen der Universidad de Chile. Nachdem sich viele gesellschaftliche Gruppen solidarisiert hatten, folgten Ende August 2011 hunderttausende Menschen dem Aufruf des Gewerkschaftsverbandes CUT und über 80 weiterer Organisationen zu einem landesweiten Streik. Daran nahmen Angestellte des öffentlichen Dienstes, Mitarbeiter aus dem Gesundheitssystem, Bergleute, Busfahrer, Studierende, Schüler, Lehrer, Universitätsangestellte und andere Berufsgruppen teil. Die Regierung unter Sebastián Piñera stellte soziale Reformen in Aussicht. Auch 2012 kam es wieder zu Protesten im Land, da viele Menschen die Forderungen nicht umgesetzt sahen.

### Präsidentschaft Michelle Bachelet II 2014–2018

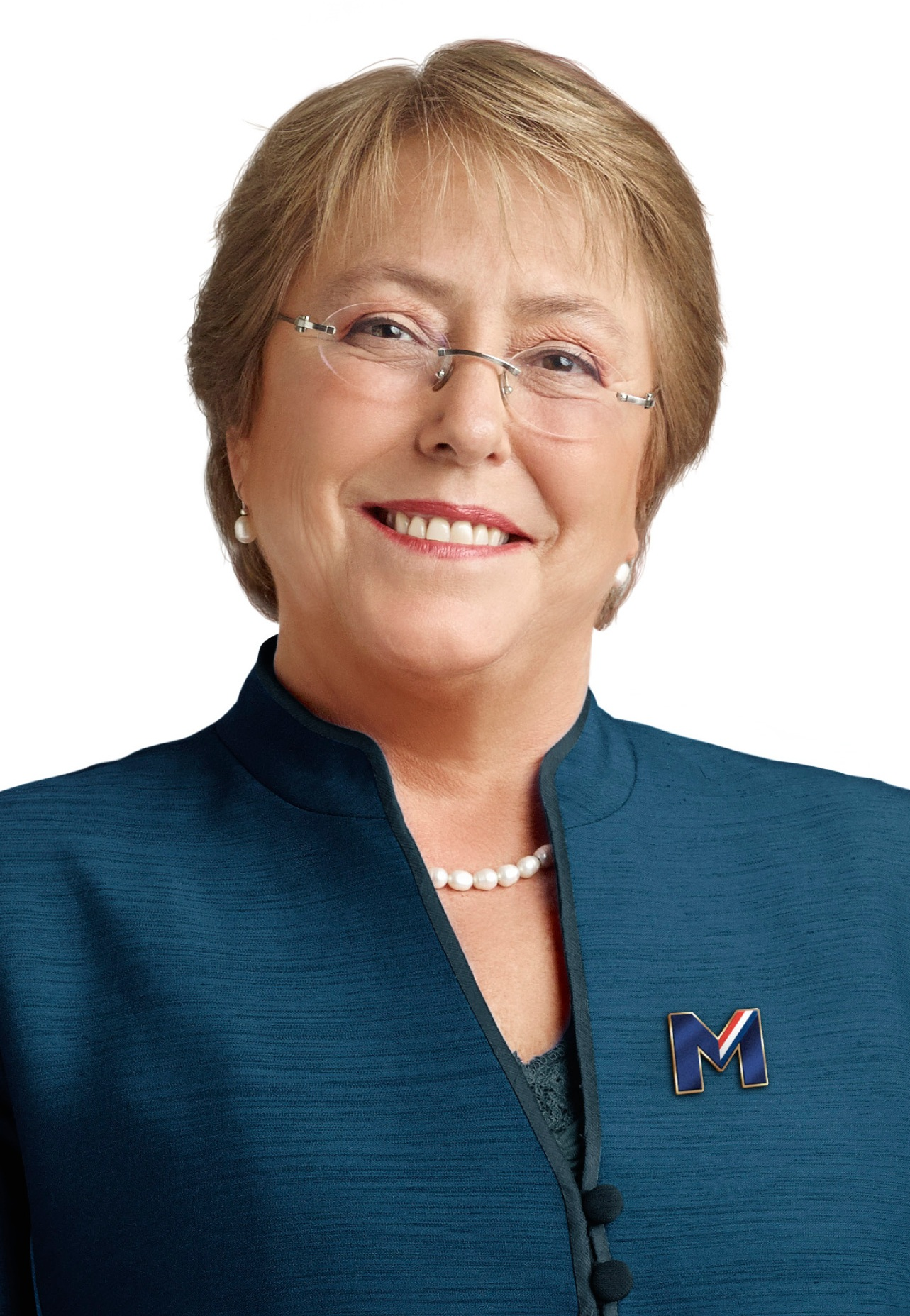
Michelle Bachelet

Bei den Präsidentschaftswahlen in Chile 2013 setzte sich Michelle Bachelet durch.

### Präsidentschaft Sebastián Piñera II 2018–2022
Bei den Präsidentschaftswahlen in Chile 2017 setzte sich Sebastián Piñera in der Stichwahl gegen Alejandro Guillier durch.
Nach zahlreichen Fällen sexuellen Missbrauchs boten am 18. Mai 2018 alle chilenischen Bischöfe, insgesamt mehr als 30, Papst Franziskus ihren Amtsverzicht an.
Die Proteste in Chile 2019/2020 lösten eine breite gesellschaftliche Dynamik aus, die 2021 zur Wahl des Linken Gabriel Boric zum Präsidenten und zur Ausarbeitung einer neuen Verfassung führte.
Im Dezember 2021 unterzeichnete Piñera das Gesetz zur Ehe für alle.

### Präsidentschaft Gabriel Boric 2022–2026
Ungeachtet seiner Ankündigungen im Wahlkampf setzte Boric als Präsident im Konflikt mit radikalen Gruppen der Mapuche, die die Rückgabe des Landes ihrer Vorfahren fordern, die von seinem Vorgänger eingeschlagene Politik der Militarisierung fort. Angesichts der zunehmenden „illegalen“ Einwanderung in das im südamerikanischen Maßstab wohlhabende Chile entsandte er im Februar 2023 Truppen an die Grenzen zu Peru und Bolivien, um weitere Grenzübertritte einzudämmen.

### Überblick
- Peter Imbusch, Dirk Messner, Detlef Nolte (Hrsg.): Chile heute. Politik, Wirtschaft, Kultur. Vervuert, Frankfurt am Main 2004, ISBN 3-89354-590-5 (Fast 1000-seitiger Sammelband mit mehr als 50 Artikeln zu den meisten Themen).
- Dieter Nohlen, Detlef Nolte: Chile. in: Dieter Nohlen, Franz Nuscheler: Handbuch der Dritten Welt. Band 2. Hoffmann & Campe, Hamburg 1983, Dietz, Bonn 1995, S. 277–338, ISBN 3-8012-0202-X (Sehr guter und knapper Komplettüberblick über die Geschichte und die heutigen Probleme).
- William F. Sater, Simon Collier: A History of Chile, 1808–2018. 3., aktualisierte und verbesserte Auflage. Cambridge University Press, Cambridge 2022, ISBN 978-1-009-17020-8.
- Klaus Bodemer (u. a.): Lateinamerika-Jahrbuch. Institut für Iberoamerika-Kunde Hamburg. Vervuert, Frankfurt am Main 1.1992-13.2004. ISSN 0943-0318 (erschien bis Ende 2004 jährlich mit chronologischem Überblick über die wichtigsten lateinamerikanischen Staaten).
- Armando Uribe, Cristián Opaso: Intervención Norteamericana en Chile. Editorial Sudamericana, Santiago 2001, ISBN 956-262-123-5.
- Stefan Rinke: Kleine Geschichte Chiles. Beck, München 2007 (Beck’sche Reihe 1776), ISBN 3-406-54804-0.

### Bis 1945
- Ida Stevenson Weldon Vernon: Pedro De Valdivia. Conquistador of Chile. Reprint, Greenwood Press, New York 1969.
- Robert N. Burr: By reason or force, Chile and the balancing of power in south america 1830–1905. University of California Press, Berkeley – London 1974, ISBN 0-520-02629-2.
- Armando de Ramon: Breve Historia de Chile. Desde la Invasion Incaica Hasta Nuestros Dias (1500–2000). Coleccion Historias Americanas. Biblos, Buenos Aires Arg 2001 (spanisch), ISBN 950-786-294-3.
- William F. Sater: Chile and the War of the Pacific. University of Nebraska Press, Lincoln 1986, ISBN 0-8032-4155-0.
- Ricardo E. Latcham: Die Kriegskunst der Araucanos. Chiles Ureinwohner. Junius, Hamburg 1988, ISBN 3-88506-403-0.
- Ludolf Pelizaeus: Das narrative Konstrukt des leeren Landes bei der Eroberung von Chile seit dem Anfang des 16. Jahrhunderts. In: Matthias Asche, Ulrich Niggemann (Hrsg.): Das leere Land. Historische Narrative von Einwanderergesellschaften. Franz Steiner Verlag, Stuttgart 2015, ISBN 978-3-515-11198-0, S. 85–102.

### Christdemokraten und Allende
- Günter Wessel: Die Allendes. Lübbe, Bergisch Gladbach 2004, ISBN 3-404-61537-9
- Dieter Nohlen: Chile – Das Sozialistische Experiment. Hoffmann und Campe, Hamburg 1973, ISBN 3-455-09073-7
- Bibliothek des Widerstands. Band 7: Die Schlacht um Chile mit Texten von Francisco Letelier, Thomás Moulian und Régis Debray, mit dem gesamten Filmskript des Regisseurs und zusätzlichen Erläuterungen aus dem Jahre 2010, sowie der DVD mit den drei Filmen; Laika Verlag, Hamburg 2011, ISBN 978-3-942281-76-8

### Diktatur Pinochets
- Detlef Nolte: Staatsterrorismus in Chile. In: Hans Werner Tobler, Peter Waldmann (Hrsg.): Staatliche und parastaatliche Gewalt in Lateinamerika. Frankfurt am Main 1991, S. 75–104, ISBN 3-89354-831-9 (detaillierte Übersicht über die Menschenrechtsverletzungen während der Diktatur)
- Beatriz Brinkmann: Itinerario de la impunidad: Chile 1973–1999. Un desafío a la dignidad. Centro de Salud Mental y Derechos Humanos (CINTRAS), Santiago de Chile 1999, ISBN 956-7260-02-8.

### Aufarbeitung der Diktatur
- Claudio Fuentes: After Pinochet. Civilian policies toward the military in the 1990s Chilean democracy. in: Journal of Interamerican Studies and World Affairs. University of Miami, Coral Gables Fla 2000 (online-Version, englisch). ISSN 0022-1937
- P. Imbusch, D. Messner, D. Nolte (Hrsg.): Chile heute. Politik, Wirtschaft, Kultur. Vervuert, Frankfurt am Main 2004, ISBN 3-89354-590-5, Dar.:
  - Heinrich Krumwiede: Die chilenische Regimetransformation im Rückblick. S. 253–274.
  - Michael Radseck: Militär und Politik in Chile. S. 309–333.
  - Rainer Huhle: Schatten auf der Zukunft. Menschenrechte und Vergangenheitsbewältigung im postdiktatorialen Chile. S. 275–295.
- Wendy Hunter: Civil-Military Relations in Argentina, Brazil, and Chile – Present Trends, Future Prospects. in: Felipve Agüera, Jeffrey Slash (Hrsg.): Fault Lines of Democracy in Post-Transition Latin America. Boulder, Coral Gables Fla 2004 (englisch), ISBN 1-57454-046-7
- Patricio Silva: Searching for Civilian Supremacy. The Concertación Governments and the Military in Chile. in: Bulletin of Latin American Research. Oxford Microform Publ., Oxford 21.2002,3, S. 375–395 (englisch). ISSN 0261-3050
- Ingrid Wenzl: Der Fall Pinochet. Die Aufarbeitung der chilenischen Militärdiktatur. Neuer ISP-Verlag, Köln 2001, ISBN 3-89900-015-3.
- Abschlussbericht der Rettig-Kommission von 1991. (englisch), (spanisch) (Memento vom 11. Oktober 2006 im Internet Archive) (im Internet Archive)
- Abschlussbericht der Valech-Kommission von 2005 (Memento vom 18. Januar 2006 im Internet Archive) (spanisch, 536 S. + 244 S. Opferliste)
- Nationale Kommission zur Untersuchung von Politischer Haft und Folter (Hrsg.): „Es gibt kein Morgen ohne Gestern“. Vergangenheitsbewältigung in Chile (gekürzte dt. Ausg.), Hamburg: Hamburger Ed., 2008.

### Wirtschaft und Soziales

#### Einführung und Überblick
- Dieter Nohlen, Detlef Nolte: Chile. in: Dieter Nohlen, Franz Nuscheler: Handbuch der Dritten Welt. Band 2. Hoffmann & Campe, Hamburg 1983, Dietz, Bonn 1995, ISBN 3-8012-0202-X
- Klaus Eßer: Wirtschaftliche Spezialisierung und Aufbau eines modernen Nationalstaates in Chile. in: P. Imbusch, D. Messner, D. Nolte (Hrsg.): Chile heute. Politik, Wirtschaft, Kultur. Vervuert, Frankfurt am Main 2004, S. 565–601, ISBN 3-89354-590-5

#### Politikwissenschaftliche Analysen
- Michel Duquette: The Chilean economic miracle revisited. in: The Journal of Socio-Economics. Elsevier Science, Amsterdam 27.1998,3, S. 299–321 (englisch) ISSN 1053-5357 doi:10.1016/S1053-5357(99)80092-4
- Peter Thiery: Transformation in Chile – Institutioneller Wandel, Entwicklung und Demokratie 1973–1996. Vervuert, Frankfurt am Main 2000, ISBN 3-89354-252-3

#### Gewerkschaften
- Alan Angell: Politics and the Labour Movement in Chile. Oxford University Press, London 1972, ISBN 0-19-214991-1.
- Manuel Barrera, und andere: Trade Unions and the State in Present Day Chile. United Nations Research Institute, Geneva 1986.
- Hartmut Grewe, Manfred Mols (Hrsg.): Staat und Gewerkschaften in Lateinamerika. Schöningh, Paderborn 1994, ISBN 3-506-79326-8.
- Dieter Nohle: Chile – Das sozialistische Experiment. Hoffmann und Campe, Hamburg 1973, ISBN 3-455-09073-7.
- Detlef Nolte: Zwischen Rebellion und Integration – Gewerkschaften in der chilenischen Politik. Breitenbach, Saarbrücken 1986, ISBN 3-88156-326-1.
- Jorge Rojas Hernández: Die chilenische Gewerkschaftsbewegung 1973–1984. Campus, Frankfurt am Main – New York 1986, ISBN 3-593-33583-2.
- Lynn Stephen: Women and Social Movements in Latin America. University of Texas Press, Austin 1997, 2000, ISBN 0-292-77716-7.

#### Unternehmer
- Peter Imbusch: Unternehmer und Politik in Chile. Vervuert, Frankfurt am Main 1995, ISBN 3-89354-066-0.
- Peter Imbusch: Unternehmer und ihre Verbände als gesellschaftlich-politische Akteur. in: P. Imbusch, D. Messner, D. Nolte (Hrsg.): Chile heute. Politik, Wirtschaft, Kultur. Vervuert, Frankfurt am Main 2004, ISBN 3-89354-590-5.
- Information zu den Grupos económicos

#### Armut und Ungleichheit
- Oscar Altimir: Income Distribution and Poverty Through Crisis and Adjustment. in: Alberts Bery (Hrsg.): Poverty, Economic Reform, and Income Distribution in Latin America. Lynne Rienner, Boulder Colo 1998, S. 43–80, ISBN 1-55587-746-X.
- Rosemary Thorp: Progress, Poverty and Exclusion. An Economic History of Latin America in the 20th Century. Johns Hopkins University Press, Baltimore 1998, ISBN 1-886938-35-0 (Wirtschaftsgeschichte zu Lateinamerika, auch umfangreiche Daten zu Chile).

#### Aktuelle Wirtschaftliche Situation
- CEPAL: Chile. in: Estudio Económico de América Latina y el Caribe. Naciones Unidas, Santiago de Chile 2004–2005, S. 165–171 (Online, pdf; 71 kB). ISSN 0257-2176.
- Claudio Maggi, Dirk Messner: Chile – ein Modellfall? Herausforderungen an der Schwelle zum 21. Jahrhundert. in: P. Imbusch, D. Messner, D. Nolte (Hrsg.): Chile heute. Politik, Wirtschaft, Kultur. Vervuert, Frankfurt am Main 2004, S. 501–524, ISBN 3-89354-590-5.
- Ricardo Ffrench-Davis: The impact of exports on growth in Chile. in: CEPAL Review. New York NY 76.2002, S. 135–150. ISSN 0252-0257.
- Dierk Herzer: Exportexpansion, vertikale Exportdiversifizierung und Wirtschaftswachstum in Chile. Diskussionsbeiträge. Ibero-Amerika-Inst., Göttingen 2003. ISSN 1431-181X.

#### Sozialpolitik
- Dagmar Raczynski: Overcoming Poverty in Chile. In: Joseph Tulchin, M. Allison Garland (Hrsg.): Social Development in Latin America. Lynne Rienner, Boulder Colo 2000, ISBN 1-55587-843-1.
- Marcus Taylor: The Reformulation of Social Policy in Chile, 1973–2001. Questioning a Neoliberal Model. In: Global Social Policy. Sage, London 3.2003, 1, S. 21–44. ISSN 1468-0181.
- Peter Thiery: Transformation in Chile. Institutioneller Wandel, Entwicklung und Demokratie 1973–1996. Frankfurt am Main 2000, S. 234–269, ISBN 3-89354-252-3
- Lothar Witte: Die Entwicklung eines Modells. 20 Jahre Rentenreform in Chile. in: P. Imbusch, D. Messner, D. Nolte (Hrsg.): Chile heute. Politik, Wirtschaft, Kultur. Vervuert, Frankfurt am Main 2004, ISBN 3-89354-590-5, S. 417–432.
- Pondering Pensions. in: The Economist. London 2005, (10. Nov). ISSN 0013-0613 (zum Pensionssystem).

#### Kirchengeschichte
- Karl F. Appl: Die Geschichte der evangelischen Kirchen in Chile. Erlanger Verlag für Mission und Ökumene, Neuendettelsau 2006, ISBN 3-87214-616-5